# Khanato dell'Orda d'Oro
Il Khanato dell'Orda d'Oro (in mongolo Алтан Орд, Altan Ord; in kazako Алтын Орда?, Altyn Orda; in tataro Алтын Урда, Altın Urda) o Ulug Ulus (lett. "Grande Stato oppure il Grande Esercito" in turco) fu un khanato in origine mongolo e successivamente turchizzato fondato nel XIII secolo come suddivisione amministrativa nord-occidentale dell'Impero di Genghis Khan. Quando quest'ultimo si frammentò dopo il 1259, l'Orda d'Oro divenne un'entità autonoma a tutti gli effetti. È altresì conosciuto come Khanato Kipchak o come Ulus di Joci.
Dopo la morte di Batu Khan (il fondatore dell'Orda d'Oro) nel 1255, la sua dinastia fiorì per un intero secolo, fino al 1359, anche se gli intrighi di Nogai innescarono una guerra civile intermittente alla fine degli anni 1290. Il potere militare dell'Orda raggiunse l'apice durante il regno di Uzbek Khan (1312-1341), fautore della conversione dei suoi sudditi all'Islam. Il territorio dell'Orda d'Oro, al suo apice, si estendeva dalla Siberia e dall'Asia centrale a regioni dell'Europa orientale, dagli Urali al Danubio a ovest e dal Mar Nero al Mar Caspio a sud, confinando con le montagne del Caucaso e le aree appartenenti a un'altra entità nata dalle macerie dell'Impero mongolo, l'Ilkhanato.
Il khanato conobbe un violento disordine politico interno a partire dal 1359, prima di riunirsi brevemente (1381-1395) sotto Toktamish. Tuttavia, subito dopo l'invasione del 1396 di Tamerlano, fondatore dell'Impero timuride, l'Orda d'Oro fu frammentata in piccoli khanati tatari che persero gradualmente potere. All'inizio del XV secolo, l'Orda iniziò a perdere influenza in maniera irreversibile: dal 1466, divenne nota semplicemente come la "Grande Orda". All'interno dei suoi territori presero forma numerose entità amministrative in cui si parlava perlopiù la lingua turca e le lotte interne che ne seguirono permisero allo Stato vassallo settentrionale della Moscovia di sbarazzarsi del cosiddetto "giogo tataro" al Grande fronteggiamento sul fiume Ugra nel 1480. Il Khanato di Crimea e il Khanato di Kazach, gli ultimi Stati eredi dell'Orda d'Oro, sopravvissero rispettivamente fino al 1783 e al 1847.

## Origine ed evoluzione del nome
Il termine "Orda d'Oro", derivante in parte dall'espressione russa Золотая Орда (Zolotája Ordá) e in parte dal turco Altan Orda, è improbabile che derivasse dal colore dorato delle tende in cui dormivano i Mongoli durante i conflitti. Qualcuno ha proposto una visione più specifica, suggerendo che una vera e propria tenda d'oro venisse utilizzata da Batu Khan o da Uzbek Khan oppure che il termine derivasse esclusivamente da lingue slave per indicare l'incalcolabile ricchezza del khan.
La parola turca orda significa "esercito" (o "palazzo", "accampamento" o "quartier generale"); usata quindi per indicare il centro operativo del Khan, per sua natura capitale del khanato e, per metonimia tale espressione ha finito per designare tutto il territorio in mano ai Mongoli. Fu solo nel XVI secolo che i cronisti russi iniziarono a usare esplicitamente il termine "Orda d'Oro" per riferirsi a questo specifico khanato subentrato all'Impero mongolo. Il primo utilizzo conosciuto del termine, risalente al 1565 e rintracciato nella cronaca russa sulla Storia di Kazan, parlava di Ulus di Batu (in russo: Улуса Батыя), ovvero la regione geografica facente capo a Saraj. Negli scritti coevi persiani, armeni e musulmani e nei registri del XIII e dell'inizio del XIV secolo, come lo Yuan Shi e il Jāmiʿ al-tawārīkh di Rashīd al-Dīn Hamadānī, il khanato era chiamato "Ulus di Joci" ("regno di Joci" in mongolo), "Dasht-i-Qipchaq" (steppa di Qipchaq) o "Khanato dei Qipchaq" e "Comania" (Cumania).
La parte orientale o sinistra (per l'esattezza, "lato sinistro" nelle fonti persiane ufficiali prodotte con il placet della Mongolia) veniva indicata come Orda Blu nelle cronache russe e come Orda Bianca negli scritti di epoca timuride (ad esempio lo Ẓafar-Nāme). Gli studiosi occidentali hanno preferito seguire la nomenclatura assegnata da Tamerlano, definendo l'area geografica orientale Orda Bianca. Tuttavia, Ötemish Hajji (fl. 1550), uno storico della Corasmia, chiamava la zona come quella dell'Orda Blu, e poiché conosceva le tradizioni orali dell'Impero dei khanati, si può presumere che i cronisti russi avessero qualche ragione e che il khanato definisse l'ala sinistra Orda Blu. Il termine Orda Bianca avrebbe dunque designato la regione orientale, localizzata nella base di Batu a Saraj e controllata dagli ulus. Ciononostante, le denominazioni Orda d'Oro, Orda Blu e Orda Bianca non sono mai state riscontrate in testi del periodo mongolo.

## Storia

### Origini mongole

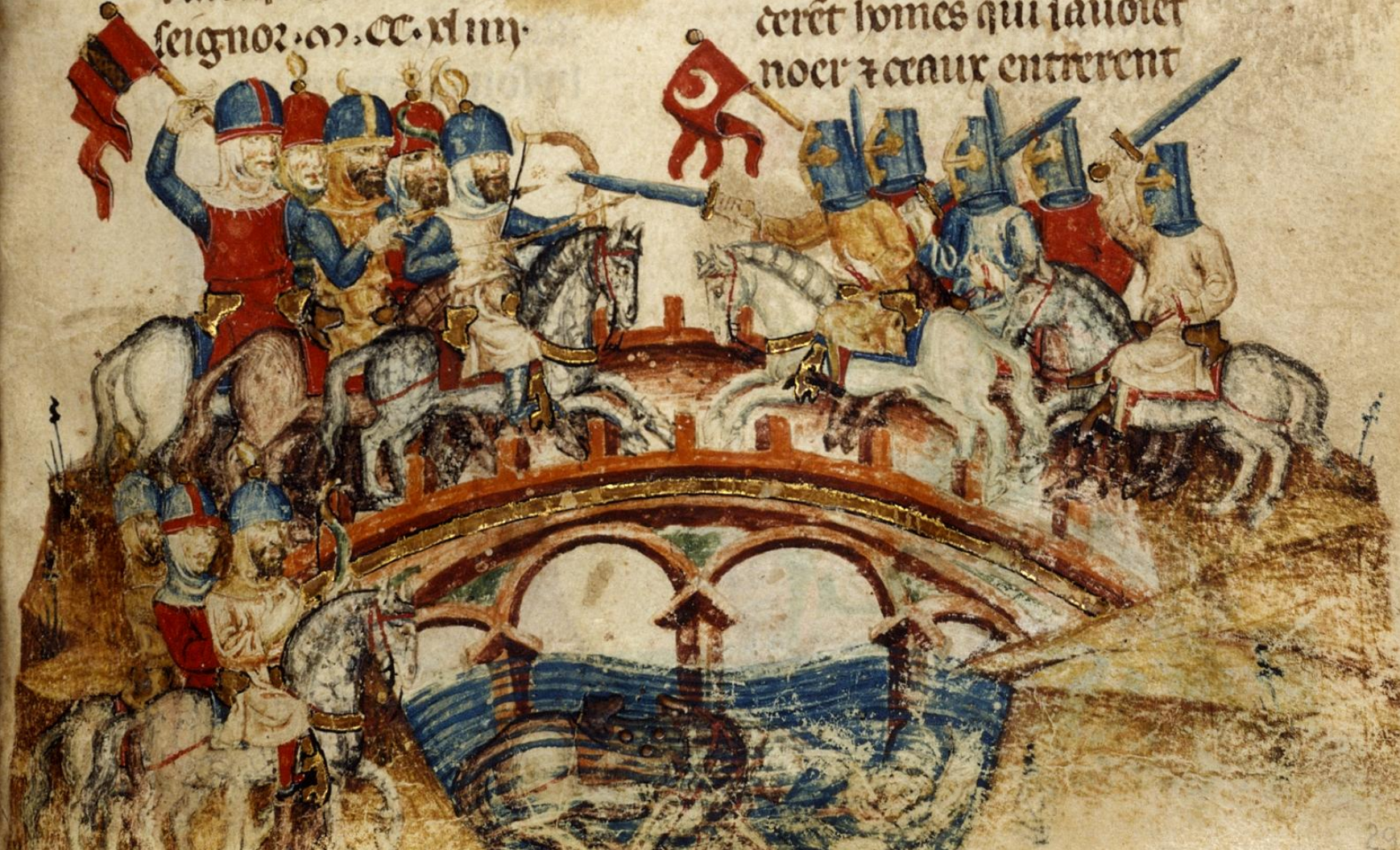
La vittoria decisiva dell'Orda d'Oro nella battaglia di Mohi

Quando Genghis Khan spirò nel 1227, suddivise l'Impero mongolo tra i suoi quattro figli come appannaggi, ma il territorio rimase unito sotto un solo Khan supremo. Joci, il primogenito, morì sei mesi prima di Gengis e questo contrinse il padre a rivedere i suoi piani: le aree oggi facenti parte della Russia meridionale ed il Kazakistan furono assegnate ai figli maggiori di Joci, Batu Khan, divenuto alla fine sovrano dell'Orda Blu, e Orda Khan, nominato capo dell'Orda Bianca. Nel 1235 Batu, affiancato dal grande generale Subedei, scatenò un'offensiva verso ovest, sottomettendo prima i Baschiri e passando poi alla Bulgaria del Volga nel 1236. Da lì, si insediò in alcune delle steppe meridionali dell'odierna Ucraina nel 1237, costringendo molti dei Cumani locali a fuggire verso ovest.
La campagna mongola contro i Kipčaki ed i Cumani era già stata avviata da Joci e Subedei nel 1216-1218, quando i Merkit si unirono alle battaglie. Nel 1239, gran parte dei Cumani fu cacciata dalla penisola di Crimea, comportando la nascita di uno degli appannaggi dell'Impero mongolo. I restanti cumani di Crimea sopravvissero trovando rifugio sui monti locali e, col tempo, si mescolarono con altri gruppi già presenti nella regione (inclusi Greci, Goti e Mongoli) formando la comunità dei Tatari di Crimea. Spostandosi a nord, Batu cominciò l'invasione mongola della Rus' di Kiev e trascorse tre anni a soggiogare i principati appartenenti alla vecchia Rus' di Kiev, mentre i suoi cugini Munke, Kadan e Güyük premevano a sud nel Regno di Alania.
Adducendo la migrazione dei Cumani come casus belli, i Mongoli procedettero ancora verso ovest, facendo irruzione in Polonia e Ungheria e spaventando seriamente le potenze situate ancora più a occidente con le vittorie riportate nella battaglia di Legnica e quella di Mohi. Nel 1241, si verificò l'inattesa morte di Ögödei Khan in Mongolia. Batu rinunciò ad assediare Vienna, ma non tornò in Mongolia, decidendo piuttosto di sostare sul fiume Volga. Suo fratello Orda tornò invece in Asia per prendere parte alla successione: le armate mongole non si sarebbero mai più spinte così tanto a Occidente. Nel 1242, dopo essersi ritirato attraverso l'Ungheria, distruggendo Pest e soggiogando la Bulgaria, Batu stabilì la sua capitale a Saraj, situata sul tratto meridionale del fiume Volga, sul sito della antica città-fortezza cazara di Atil. Poco prima, il fratello minore di Batu e Orda, Shibani (Shaybani), ricevette un vasto ulus a est dei monti Urali, lungo i fiumi Ob' e Irtysh.
Al di là della lingua mongola, indubbiamente in uso presso la corte di Batu, sono sopravvissuti ben pochi testi mongoli scritti nel territorio dell'Orda d'Oro, forse a causa del diffuso analfabetismo. Secondo Grigor'ev, gli yarliq, o decreti dei Khan, venivano scritti in mongolo ma poi tradotti in cumano. L'esistenza di dizionari arabo-mongolo e persiano-mongolo risalenti alla metà del XIV secolo e preparati per l'uso dal Sultanato mamelucco egiziano suggerisce che vi fosse una necessità pratica di tali lavori nelle cancellerie che gestivano la corrispondenza con l'Orda d'Oro. È pertanto ragionevole concludere che le lettere ricevute dai Mamelucchi - o forse anche quelle scritte da loro - dovevano essere in mongolo.

### Ascesa e massimo splendore (XIII-XIV secolo)

#### Da Batu Khan alle guerre civili

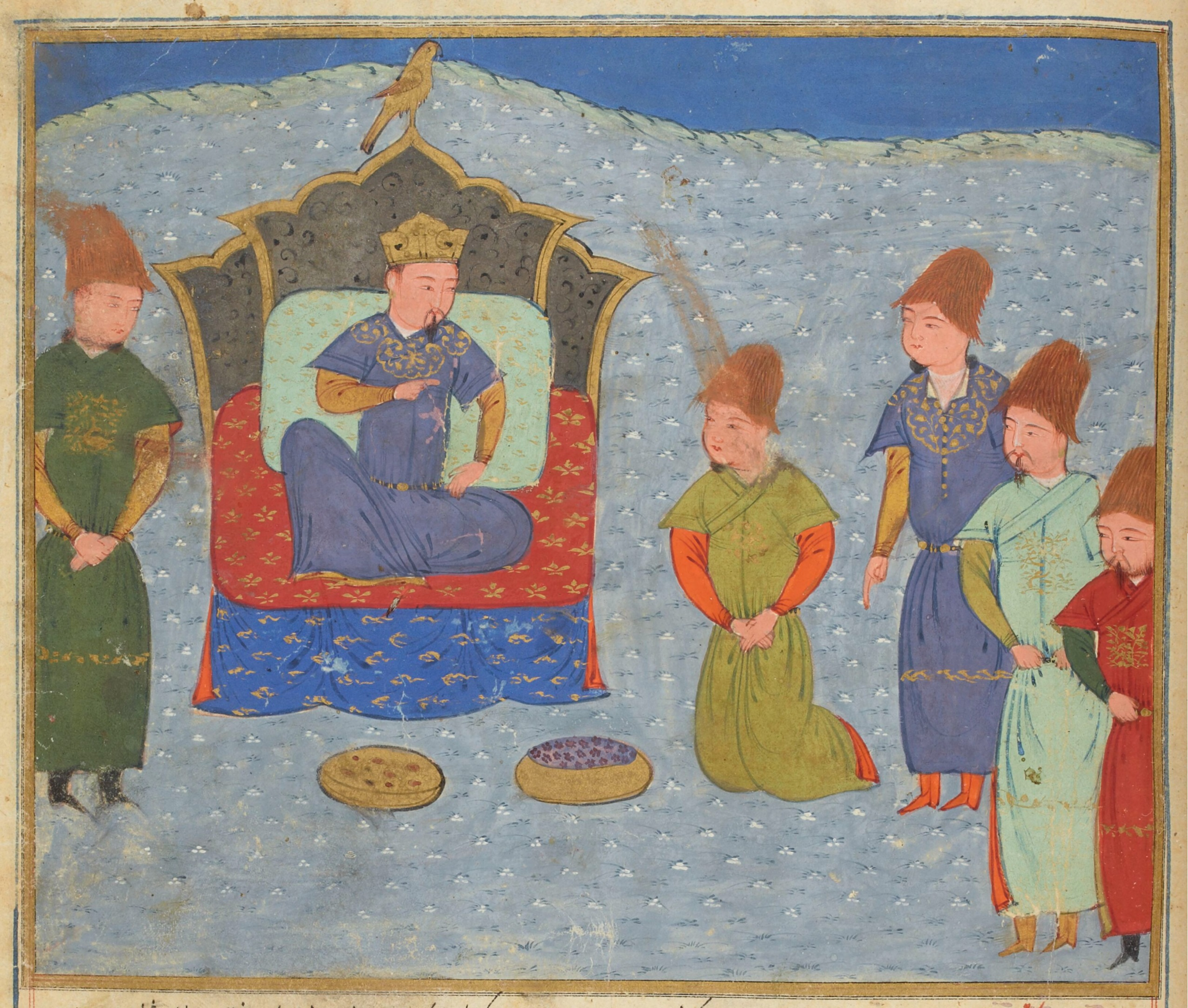
Batu Khan fonda l'Orda d'Oro

Quando la grande khatoun Töregene invitò Batu a eleggere il prossimo sovrano dell'Impero mongolo nel 1242, questi rifiutò di partecipare al kuriltai e rimase invece sul fiume Volga. Sebbene Batu si scusasse, affermando che pativa gli acciacchi e la vecchiaia, pare che non abbia partecipato anche per via della nomina di Güyük khan. Güyük e Büri, uno dei nipoti di Chagatai, si era scontrato verbalmente in maniera grave con Batu durante un banchetto della vittoria avvenuto in occasione dell'occupazione mongola dell'Europa orientale. Al kuriltai mandò dunque i suoi fratelli, e il nuovo Khagan dei Mongoli fu eletto nel 1246.
Tutti i principi presenti nella Rus', inclusi tra gli altri Jaroslav II di Vladimir, Danilo di Galizia e Svjatoslav III di Vladimir, riconobbero la supremazia di Batu. Subito dopo, quest'ultimo ordinò a Danilo di cedere l'amministrazione della Galizia ai Mongoli, ma Danilo si recò personalmente da Batu nel 1245 e gli giurò fedeltà, riuscendo a mantenere il suo titolo. Quando fece ritorno dal suo viaggio, Danilo fu favorevolmente colpito dai guerrieri mongoli e equipaggiò il suo esercito alla stessa maniera. I visitatori austriaci al suo accampamento notavano infatti che tutti i cavalieri di Danilo erano vestiti alla stessa maniera degli asiatici: l'unico a conservare il "tipico vestiario russo" era proprio il principe. Michele di Černihiv, che aveva ucciso un emissario mongolo nel 1240, si rifiutò di obbedire, finendo con l'essere giustiziato nel 1246.
Quando Güyük chiamò Batu più volte affinché questi gli rendesse omaggio, Batu inviò Jaroslav II, Andrea II di Vladimir e Aleksandr Nevskij a Karakorum, in Mongolia, nel 1247. Jaroslav non fece mai ritorno dall'Asia e vi morì, probabilmente avvelenato da Töregene Khatun, la quale forse architettò la sua uccisione come ripicca per la mancata presenza di Batu e persino per ammonire suo figlio Güyük, il quale non approvava la reggenza della donna. Güyük nominò Andrea Gran principe di Vladimir-Suzdal' e Alessandro principe di Kiev: tuttavia, quando i due fecero ritorno, Andrea fu insediato a Vladimir e Alessandro a Velikij Novgorod. Stando al resoconto di un vescovo di nome Cirillo che si recò a Kiev, la città era in quel momento storico talmente disastrata che preferì abbandonarla e spostarsi invece più a est.
Nel 1248, Güyük chiese a Batu di incontrarsi in Oriente, una mossa che alcuni contemporanei interpretarono come un pretesto per porre un freno alla sfrontatezza di Batu. In accordo con la richiesta, Batu si avvicinò alla zona designata portando con sé un grande esercito. Quando Güyük si spostò verso ovest, la vedova di Tolui e una sorella della matrigna di Sorgaqtani Beki avvertirono Batu che gli eredi di Joci lo avrebbero preso di mira. Güyük morì durante il viaggio, nell'attuale Xinjiang, all'età di 42 anni circa. Sebbene alcuni storici moderni ritengano che sia morto per cause naturali a causa della sua salute cagionevole, si potrebbe anche ipotizzare la sua morte per via di un avvelenamento o degli effetti combinati dell'alcol e della gotta sul suo fisico. Guglielmo di Rubruck e un cronista musulmano affermano che Batu uccise l'emissario imperiale, mentre uno dei suoi fratelli ammazzò il Gran khan Güyük, ma si tratta di affermazioni che non trovano sostegno nei resoconti sui Mongoli più affidabili. La vedova di Güyük, Oghul Qaimish, subentrò come reggente, ma dimostrò di non saper preservare il potere per i suoi diretti discendenti.

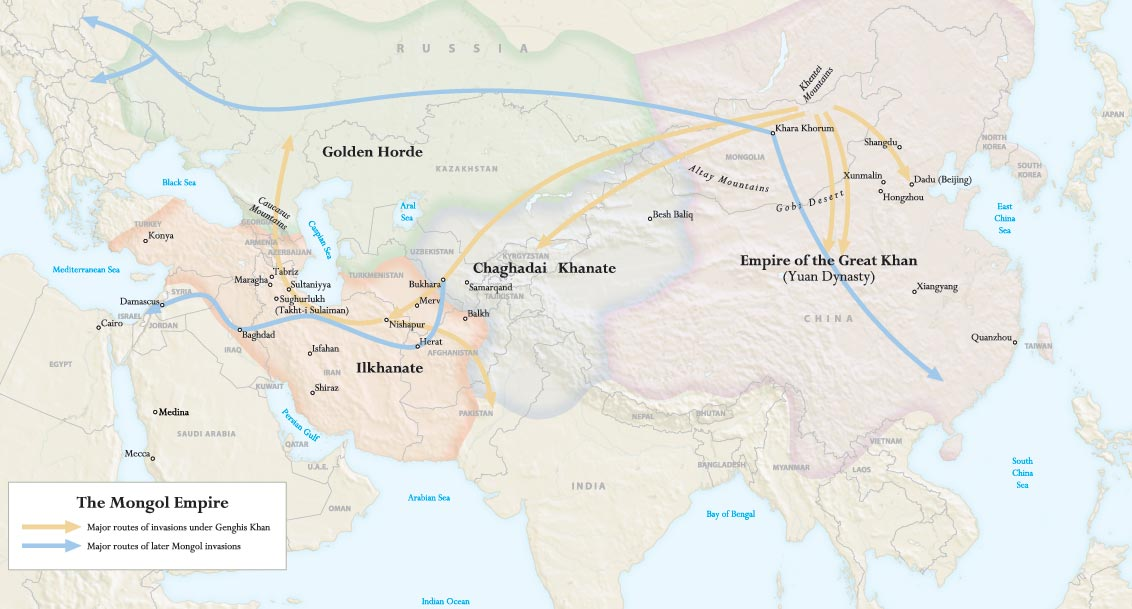
I viaggi intrapresi dagli eserciti mongoli

Con l'appoggio di Batu, Munke riuscì a divenire Gran khan nel 1251. Utilizzando come pretesto la scoperta di un presunto complotto progettato nei suoi confronti, Munke avviò in qualità di nuovo regnante un'epurazione dei suoi oppositori: le stime sulla morte di aristocratici, funzionari e comandanti mongoli variano da 77 a 300. Batu divenne la persona più influente nell'Impero mongolo poiché la sua amicizia con Munke permise di assicurare l'unità del regno. Batu, Munke e altre linee principesche condividevano inoltre il dominio sulle terre che andavano dall'Afghanistan alla Turchia. Batu permise ai responsabili del censimento di Munke di operare liberamente nel suo regno. Tra il 1252 e il 1259, questi ebbe infatti l'idea di condurre un censimento dell'Impero mongolo, che a quel tempo comprendeva Iran, Afghanistan, Georgia, Armenia, Rus', Asia centrale e Cina settentrionale. Mentre in Cina i lavori terminarono nel 1252, a Novgorod e nell'estremo nord-ovest vi furono più difficoltà e si terminò solo nell'inverno del 1258-1259.
Grazie ai nuovi poteri concessi da Munke, Batu acquisì il controllo diretto sui principi Rus', provvedimento a cui si oppose il Gran Principe Andrea II. Batu inviò una spedizione punitiva guidata da Nevruy, il quale sconfisse Andrea e lo costrinse a fuggire a Novgorod, poi a Pskov e infine in Svezia. I Mongoli invasero a quel punto Vladimir ed effettuarono violente repressioni: solo l'intervento dell'Ordine di Livonia permise di arrestare la loro avanzata verso Novgorod e Pskov. Grazie alla sua amicizia con Sartak, figlio di Batu e di fede cristiana, Alessandro fu insediato come Gran Principe di Vladimir (cioè sovrano supremo russo) da Batu nel 1252.
Dopo la morte di Batu nel 1256, gli subentrò suo figlio Sartak, come disposto da Munke. Non appena tornato dalla Mongolia, in vista della celebrazione per la sua nomina tenutasi alla corte del Gran khan, Sartak morì. A succedergli fu il neonato Ulakci, il quale fu posto sotto la reggenza di khatoun Boragchin. Questa convocò tutti i principi Rus' a Saraj al fine di rilasciare loro nuove lettere-patenti. Nel 1256 Andrea si recò a Saraj invocando perdono e, creduta la sincerità delle sue parole, venne nuovamente nominato principe di Vladimir-Suzdal'.
Ulaghchi si spense poco dopo e il fratello minore di Batu Khan, Berke, convertitosi all'islam, fu intronizzato come Khan dell'Orda d'Oro nel 1258.
Nel 1256, Danilo di Galizia sfidò in maniera aperta i Mongoli, cacciando le loro truppe stazionate nella Podolia settentrionale e l'anno successivo respinse in Ponizia e Volinia gli attacchi dei Mongoli, guidati dal principe Kuremsa, che stavano marciando alla volta di Kiev. Nonostante i successi iniziali, nel 1259 una forza mongola guidata da Boroldai penetrò nel cuore del Principato e lanciò un ultimatum: Danilo avrebbe dovuto distruggere le sue fortificazioni o Boroldai avrebbe assaltato le città. Il principe preferì obbedire e abbatté le mura del luogo. Nel 1259, Berke diede il via a svariate razzie in Lituania e in Polonia, per poi chiedere la sottomissione di Béla IV, il monarca ungherese, e del re di Francia Luigi IX nel 1259 e nel 1260. Gli attacchi lanciati in Prussia nel 1259-1260 inflissero pesanti perdite all'Ordine teutonico. I Lituani finirono probabilmente per accettare un rapporto di vassallaggio negli anni 1260, quando alla Santa Sede giunse la notizia che si erano alleati con gli asiatici.
Quando era ancora in corso il censimento avviato da Munke sette anni prima, nel 1259 gli abitanti di Novgorod si ribellarono contro i funzionari mongoli, ma Aleksandr Nevskij costrinse la città a sottomettersi, rispettando le loro operazioni e il pagamento dei tributi.
Nel 1261 Berke approvò la costruzione di una chiesa a Saraj.

#### Guerra civile toluide e di Berke-Hulagu

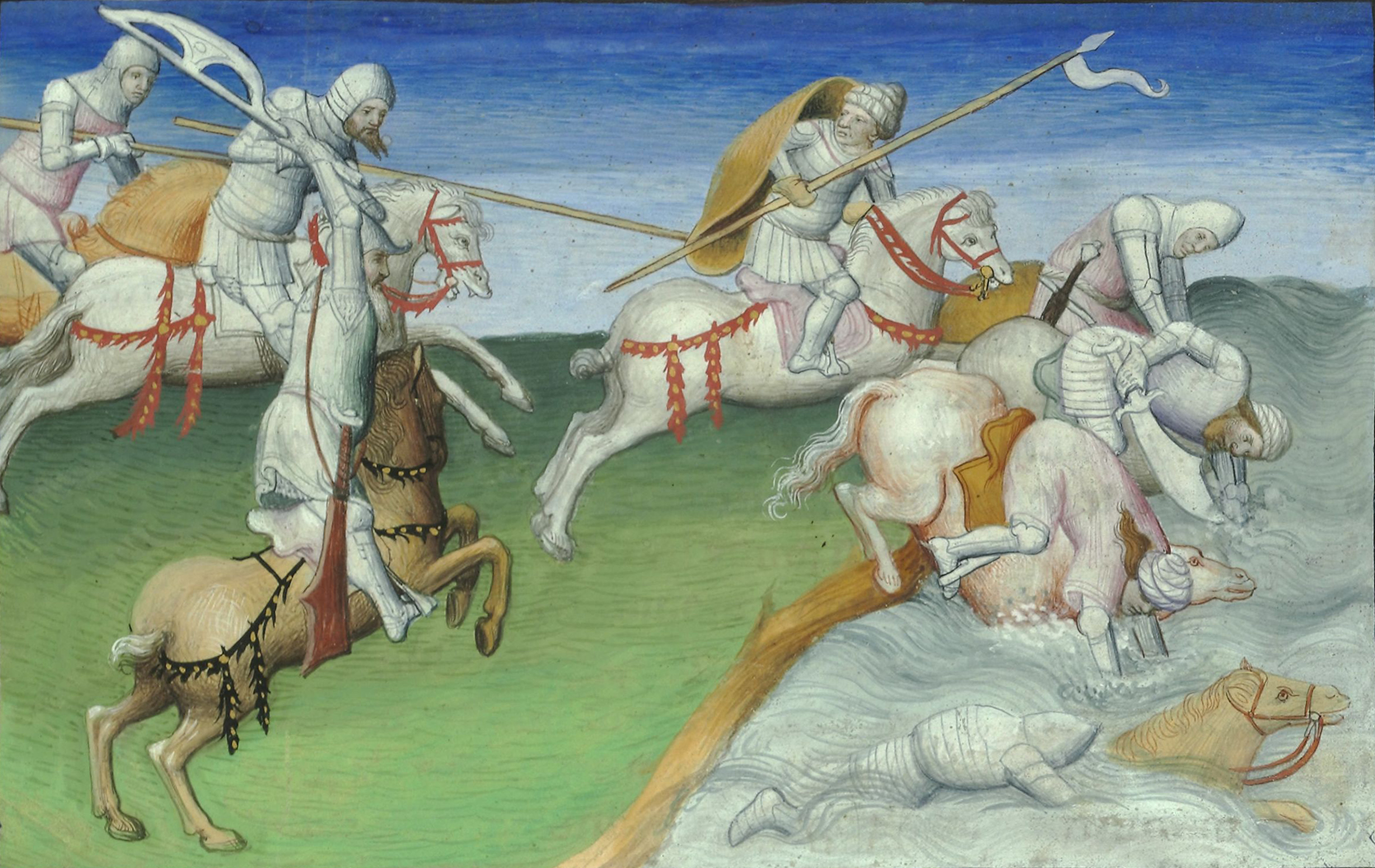
L'esercito dell'Orda d'Oro sconfigge l'Ilkhanato nella battaglia di Terek nel 1262. Molti degli uomini di Hulagu annegarono nel fiume Terek mentre si ritiravano

Dopo la morte di Möngke Khan nel 1259, scoppiò una guerra civile tra Kublai Khan e Arig Bek. Mentre Hulagu Khan dell'Ilkhanato prese le parti di Kublai, Berke si schierò con Arig Bek. Esistono prove che Berke coniò monete per conto di Arig Bek, senza però intervenire con truppe, restando in apparenza neutrale. Dopo la sconfitta di Arig Bek nel 1264, si espresse a favore dell'intronizzazione di Kublai. Tuttavia, il conflitto trascinò con sé alcune scorie e parte dell'élite dell'Orda Bianca si unì alla resistenza di Arig Bek.
Munke ordinò frattanto agli eredi di Joci e ai Chagatai di unirsi alla spedizione di Hulagu in Iran. Convincere Berke avrebbe potuto costringere suo fratello Batu a rimandare l'operazione di Hulagu, senza sospettare che a seguito di tale evento sarebbe avvenuta una graduale riduzione dell'influenza degli jocidi negli anni a venire. Durante il regno di Batu o dei suoi primi due successori, l'Orda d'Oro spedì una nutrita delegazione di jocidi a presenziare alla spedizione di Hulagu in Medio Oriente nel 1256 o nel 1257.
Uno dei principi designati unitisi all'esercito di Hulagu fu accusato aver effettuato atti di stregoneria e incantesimi contro Hulagu. Dopo aver ricevuto il permesso da Berke, Hulagu lo giustiziò e altri due uomini di spicco morirono in circostanze sospette. Secondo alcune fonti islamiche, Hulagu si rifiutò di condividere il suo bottino di guerra con Berke, azione che era solito invece fare Gengis Khan. Berke era un musulmano devoto che aveva avuto uno stretto rapporto con il califfo abbaside al-Musta'sim, ucciso da Hulagu nel 1258. Gli jocidi riferirono a Berke che gli uomini di Hulagu avevano ormai eliminato la loro presenza nel Transcaucaso: non appena le tensioni tra le due entità si acuirono, lo scoppio di una guerra tra l'Orda d'Oro e l'Ilkhanato apparve inevitabile nel 1262.
La crescente tensione tra Berke e Hulagu spinse i contingenti dell'Orda d'Oro rientranti nell'esercito di Hulagu a fuggire. Nella diaspora che ne seguì, una guarnigione raggiunse la steppa di Kipčak, un'altra attraversò il Khorasan e una terza si rifugiò nella Siria governata dai Mamelucchi, dove fu ben accolta dal sultano Baybars (1260–1277). Hulagu punì duramente il resto dell'esercito dell'Orda d'Oro in Iran, mentre Berke si prodigò al fine di congegnare un attacco congiunto con Baybars, stringendo a tal fine un'alleanza con i Mamelucchi. L'Orda d'Oro inviò il giovane principe Nogai a invadere l'Ilkhanato, ma Hulagu lo costrinse a tornare indietro nel 1262. 

L'esercito ilkhanide attraversò quindi il fiume Terek, fece suo un accampamento abbandonato dagli jocidi e prese posizione per effettuare un attacco a sorpresa. Tuttavia, quando si procedette ad attraversare il fiume, il peso degli uomini causò la rottura dello strato di ghiaccio che copriva il corso d'acqua e molti annegarono. Lo scoppio del conflitto si accompagnò a vari problemi per Berke, con una ribellione a Suzdal', durante la quale furono uccisi diversi funzionari mongoli, soprattutto esattori delle tasse (darughachi). Berke pianificò una severa spedizione punitiva ma, quando Aleksandr Nevskij implorò il sovrano di non intervenire militarmente in Rus' e Vladimir-Suzdal' accettò di pagare una grossa indennità, i piani cambiarono. Aleksandr morì durante il viaggio di ritorno a Gorodec, sul Volga. I funerali che furono poi organizzati videro la partecipazione di molte persone, che intendevano rendere un omaggio, seppur postumo, a colui che essi chiamavano il "sole della Russia".
Quando il sultano selgiuchide di Rūm Kaykaus II fu arrestato nell'Impero bizantino assieme a un emissario egiziano, suo fratello minore Kayqubad II fece appello a Berke. Con il sostegno del Regno di Bulgaria (vassallo di Berke), Nogai invase l'Impero nel 1264 e già entro l'anno successivo, la coalizione mongolo-bulgara giunse quasi alle porte di Costantinopoli. Nogai costrinse Michele VIII Paleologo a liberare Kaykaus e rendere omaggio all'Orda; a seguito di tale episodio, Berke assegnò a Kaykaus la Crimea come appannaggio e gli fece sposare una donna mongola. Hulagu spirò nel febbraio 1265 e anche Berke morì l'anno successivo durante la campagna di Tiflis, provocando la ritirata delle sue truppe.
Ariq Bek aveva in passato assegnato il nipote di Chagatai, Alghu, quale khan del Chagatai, in Asia centrale. Questi riuscì ad espugnare le ricche Samarcanda e Bukhara, ma nel momento in cui le élite musulmane e i servitori jocidi a Bukhara dichiararono la loro lealtà a Berke, Alghu saccheggiò gli appannaggi dell'Orda d'Oro in Corasmia. Alghu insistette affinché ulteriormente Hulagu attaccasse l'Orda d'Oro e accusò Berke di aver epurato la sua famiglia nel 1252. A Bukhara, Alghu e Hulagu massacrarono tutti i servitori dell'Orda d'Oro e ridussero le loro famiglie in schiavitù, risparmiando solo gli uomini del Gran khan Kublai. Dopo che Berke giurò fedeltà a Kublai, Alghu dichiarò guerra a Berke, impossessandosi di Otrar e della Corasmia. Mentre la regione a ovest di quest'ultima fu alla fine riconquistata, Berke perse del tutto il controllo sulla Transoxiana. Nel 1264 Berke marciò oltre Tiflis per combattere contro Abaqa, successore di Hulagu, ma non riuscì mai a raggiungerlo e morì durante il viaggio.

#### Mengu Timur e la parentesi del duumvirato

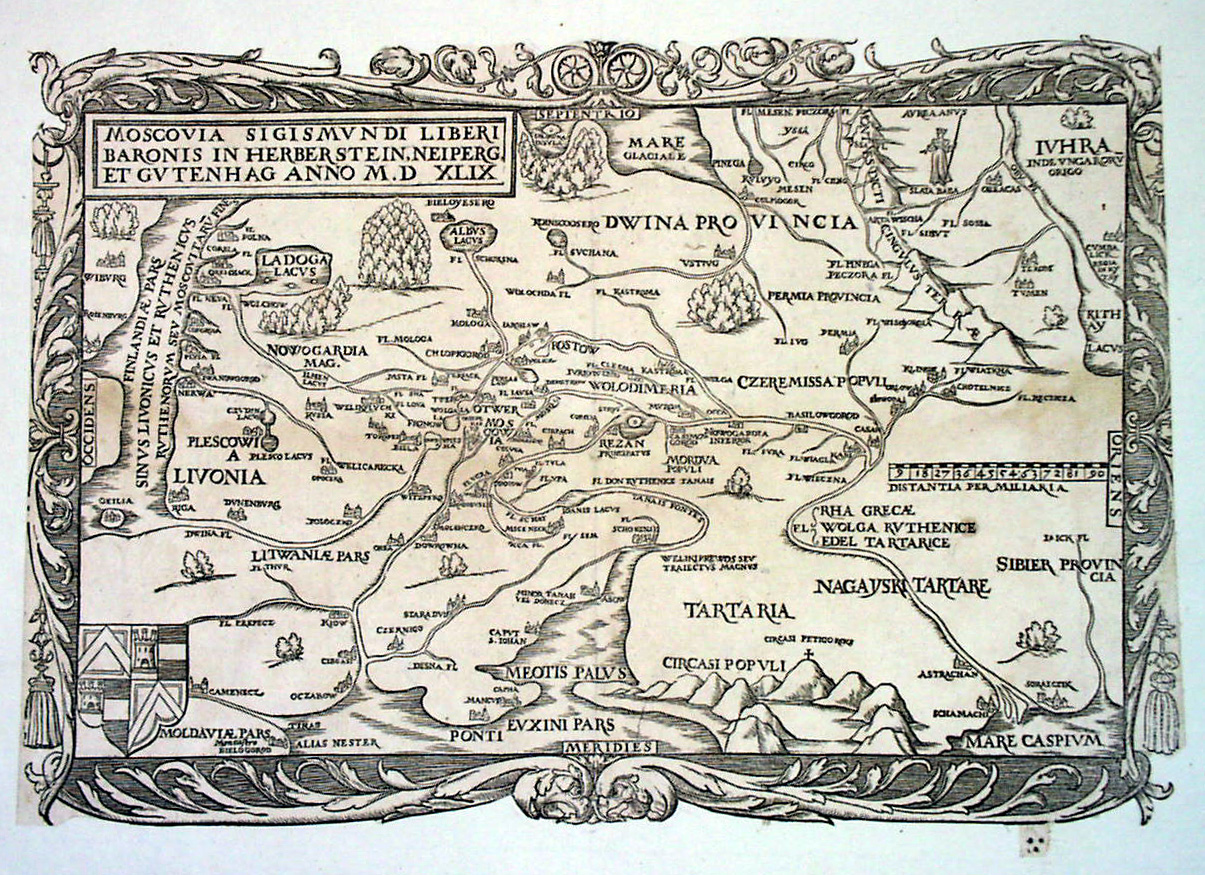
Regioni del Volga meridionale abitate dai discendenti di Nogai Khan

Berke non ebbe eredi, ragion per cui il nipote di Batu, Mengu Timur, fu nominato da Kublai e succedette a suo zio Berke. Tuttavia, Mengu Timur sosteneva segretamente il principe ogodeide (ovvero discendente di Ögödei Khan) Kaidu in funzione contraria a Kublai e all'Ilkhanato. Dopo la sconfitta di Ghiyas-ud-din Baraq, nel 1267 fu concluso un trattato di pace che concedeva un terzo della Transoxiana a Kaidu e Mengu Timur. Nel 1268, quando un gruppo di principi che operavano in Asia centrale per conto di Kublai si ammutinò e arrestò due figli del Qaghan (Gran Khan), li spedì a Mengu-Timur. Uno di loro, Nomoghan, il preferito di Kublai, si trovava in Crimea. Mengu-Timur potrebbe aver lottato con il successore di Hulagu Abaqa per un breve lasso di tempo, ma il Gran khan Kublai li costrinse a firmare un accordo di pace che ripartì in due regioni la Persia. Al di là del khan, Nogai si dimostrò favorevole ad allearsi con Baybars nel 1271. Nonostante il fatto che avesse proposto di attaccare congiuntamente l'Ilkhanato con i Mamelucchi d'Egitto, Mengu Timur si congratulò con Abaqa quando Baraq Khan fu sconfitto nel 1270.
Nel 1267, Mengu Timur emise una lettera patente (jarliq) per esentare il clero della Rus' da qualsiasi tassazione e concesse ai genovesi e veneziani i diritti di commercio esclusivo di Caffa e Azov. Alcuni dei parenti di Mengu Timur si convertirono al cristianesimo nello stesso periodo e decisero di vivere in Rus': tra questi, si può annoverare un principe che si stabilì a Rostov che divenne noto come Pietro Tsarevič dell'Orda (Pietro Ordinskij). Anche se Nogai invase l'Impero bizantino ortodosso nel 1271, il khan inviò alcuni delegati al fine di intrattenere rapporti pacifici con Michele VIII Paleologo, il quale chiese la pace e autorizzò una delle sue figlie, Eufrosina Paleologa, a maritare Nogai. Mengu Timur ordinò al Gran principe di Rus' di consentire ai mercanti tedeschi di viaggiare liberamente attraverso le sue terre. La gramota in questione affermava:
Il decreto consentiva inoltre ai mercanti di Novgorod di viaggiare senza restrizioni attraverso le terre di Suzdal'. Mengu Timur onorò il suo voto: quando i danesi e i cavalieri di Livonia attaccarono la Repubblica di Novgorod nel 1269, il grande basqaq del khan, Amraghan e molti mongoli giunsero per prendere parte all'esercito riunito dal granduca Jaroslav. I tedeschi e i danesi furono a tal punto intimoriti che preferirono inviare dei doni ai mongoli e abbandonarono la regione di Narva. L'autorità del khan si estese a tutti i principati della Rus' e nel 1274–75 ebbe luogo un censimento in tutte le città della Rus', comprese Smolensk e Vicebsk.
Nel 1277, Mengu Timur avviò una campagna contro gli alani a nord del Caucaso avvalendosi del supporto dei Rus': grazie all'enorme potenziale a disposizione, la roccaforte fortificata degli alani, Dadakov, cadde nel 1278.

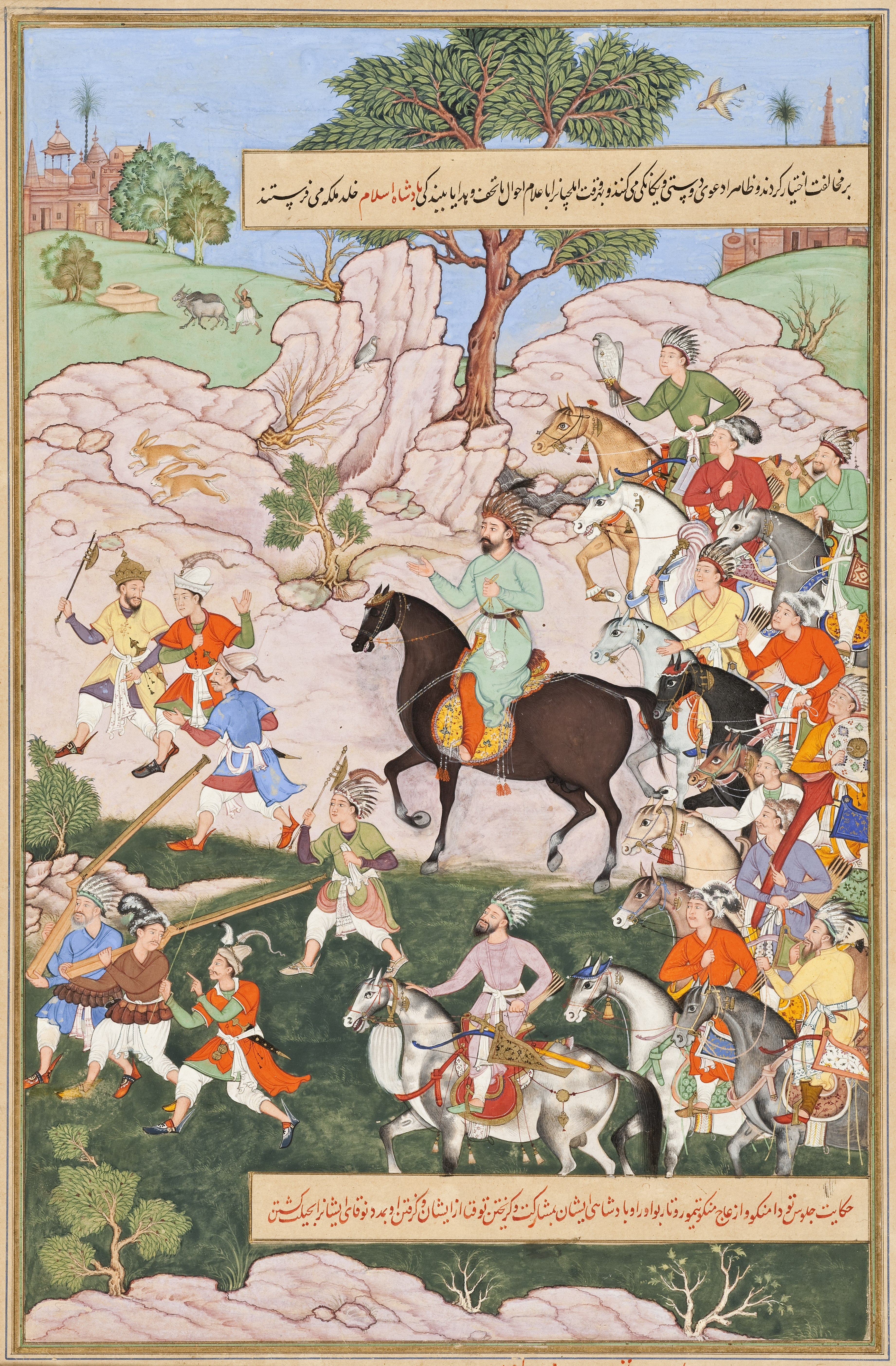
Tuda Mengu, khan dell'Orda d'Oro

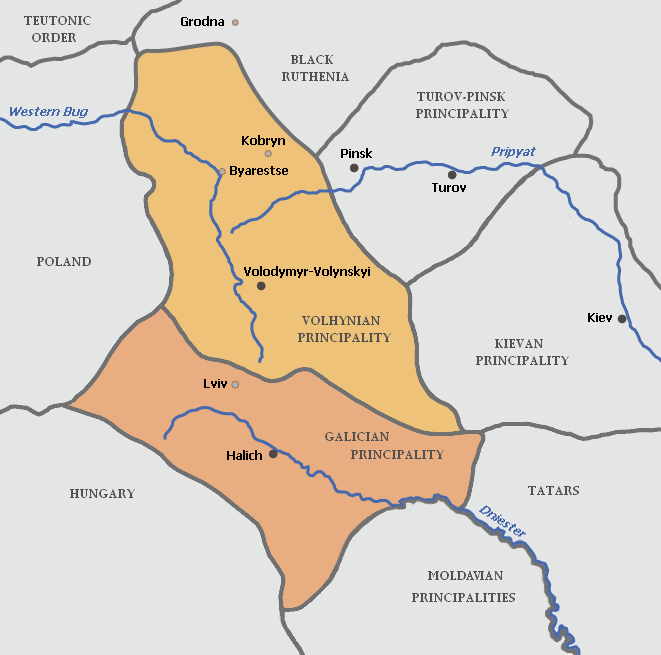
I principi vassalli discendenti di Joci della Galizia-Volinia contribuirono con le truppe alle invasioni dell'Europa da parte di Nogai Khan e di Talabuga

A Mengu Timur successe nel 1281 suo fratello Tuda Mengu, di fede musulmana. Tuttavia, Nogai Khan era a quel punto abbastanza forte da potersi imporre come sovrano indipendente e, pertanto, l'Orda d'Oro finì per essere amministrata da due autorità.
Tuda Mengu fece pace con Kublai, gli restituì i suoi figli e ne riconobbe la supremazia. Una generale rappacificazione riguardò anche Nogai e Kochu, khan dell'Orda Bianca e figlio di Orda Khan, i quali strinsero rapporti più stretti con la dinastia Yuan e l'Ilkhanato. Secondo storici mamelucchi, Tuda Menku inviò nel Vicino Oriente una lettera in cui proponeva di combattere contro il loro nemico comune, i miscredenti dell'Ilkhanato. Tale testimonianza permette di desumere che vi fossero interessi espansionistici in Azerbaigian e Georgia, entrambe facenti capo a Tabriz.
Negli anni 1270 Nogai fu assai attivo sul piano militare: razziò brutalmente la Bulgaria e la Lituania, fermò Michele Asen II a Drăstăr nel 1279, giustiziò l'imperatore ribelle Ivailo nel 1280 e costrinse Giorgio Terter I a cercare rifugio nell'Impero bizantino nel 1292. Nel 1284, Saqchi passò sotto il dominio mongolo durante la grande invasione della Bulgaria e le monete da allora coniate riportavano il nome del khan. Smilec fu a quel punto insediato da Nogai come imperatore della Bulgaria: quest'evento segna il periodo di massima autorità esercitata dai mongoli sulla Bulgaria. Quando Smilec fu espulso da un boiardo locale nel 1295 circa, i mongoli scagliarono una nuova invasione per difendere il loro protetto. Nogai costrinse il re serbo Stefano Milutin ad accettare la supremazia mongola e ricevette in ostaggio suo figlio, Stefano Dečanski, nel 1287. In quella fase storica, valacchi, slavi, alani e turco-mongoli popolavano l'odierna Moldavia.
Allo stesso tempo, l'influenza di Nogai aumentò notevolmente nell'Orda d'Oro. Sostenuti da lui, alcuni principi della Russia, incluso Dmitrij I Aleksandrovič, si rifiutarono di giungere alla corte di Tuda Mengu a Saraj, mentre il fratello di Dmitrij, Andrea III di Vladimir, chiese invece assistenza al mongolo. Nogai promise di sostenere Dmitrij nella sua lotta per il trono e, venuto a conoscenza di ciò, Andrea rinunciò alle sue pretese su Vladimir e Novgorod e fece ritorno a Gorodec. Tornato assieme ad alcune truppe mongole inviate da Tuda Mengu, decise di impossessarsi di Vladimir, appartenente a suo fratello. Dmitry reagì dal canto suo con i mongoli a lui inviati da Nogai e si reinsediò in città. Nel 1285 Andrea guidò nuovamente un contingente mongolo con il principe Borjigin a Vladimir, ma fu respinto per la seconda volta.
Nel 1283, Mengu Timur si convertì all'islam e abbandonò gli affari di stato: a seguito di una simile decisione, si sparse la voce che il khan fosse malato di mente e si occupasse solo di chierici e sceicchi. Nel 1285, Talabuga e Nogai invasero l'Ungheria: mentre il secondo riuscì a sottomettere la Slovacchia, Talabuga rimase bloccato a nord dei Carpazi. Quando i soldati diedero luogo a un'insubordinazione, questi si diressero alla volta della Galizia e della Volinia. Nel 1286, Talabuga e Nogai attaccarono la Polonia e devastarono il paese. Una volta fatto ritorno, Talabuga rovesciò Tuda Mengu, che fu lasciato a vivere in pace: il condottiero decise a quel punto di dirigersi verso l'Ilkhanato nel 1288 e nel 1290, non ottenendo però alcun successo.
Nel corso di una spedizione punitiva contro gli adighè (più conosciuti come circassi), Talabuga si scontrò con Nogai, il quale riteneva che non gli avesse fornito supporto adeguato durante le invasioni dell'Ungheria e della Polonia. I due si scontrarono sul campo di battaglia e Talabuga ebbe la peggio: grazie a un colpo di Stato, Tokta assunse il potere nel 1291.
Alcuni dei principi della Rus' si recarono da Tokta per lamentarsi del comportamento di Dmitrij. Michail Jaroslavič fu chiamato a comparire davanti a Nogai a Saraj, mentre Daniele di Mosca rifiutò di venire. Nel 1293 Tokta scatenò una rappresaglia guidata da suo fratello Dyuden in Russia e in Bielorussia per punire in comportamento di Daniele. Quando i mongoli inanellarono quattordici saccheggi nelle principali città, Dmitrij decise di abdicare. Frattanto, Nogai non fu particolarmente felice nell'apprendere che quest'azione era avvenuta senza interpellarlo, per cui spedì sua moglie da Tokta nel 1293 per ribadirgli chi fosse l'autorità suprema. Nello stesso anno, Nogai radunò un esercito e lo diresse in Serbia, costringendo il re a riconoscersi come vassallo.
La figlia di Nogai sposò un figlio della nipote di Kublai, Kelmish, la quale era andata in sposa al generale Ongirrat dell'Orda d'Oro. Nogai si risentì con la famiglia di Kelmish, poiché suo figlio, di fede buddista, disprezzava sua figlia musulmana. Per questo motivo, chiese a Tokta di mandargli il marito di Kelmish. Poiché la situazione tra Tokta e Nogai si era già incancrenita per via delle incomprensioni precedenti, scoppiò ben presto una guerra tra i due. Tokta uscì sconfitto nella loro prima battaglia e l'esercito di Nogai rivolse la sua attenzione a Caffa e Soldaia, saccheggiando entrambe le città. Nel giro di due anni, Tokta riuscì a ribaltare la situazione e uccise Nogai nel 1299 a Kahamlyk, vicino al Dnepr. Tokta aveva suo figlio di stanza a Saqchi e le sue truppe dispiegate lungo il Danubio fino alle porte di ferro. Il figlio di Nogai, Čaka di Bulgaria, trovò prima rifugio presso gli alani e poi in Bulgaria, dove governò brevemente come imperatore prima di essere assassinato da Teodoro Svetoslav per ordine di Tokta.
Dopo la morte di Mengu Timur, i governanti dell'Orda d'Oro ritirarono il loro sostegno a Qāʾid, un ogodeide. Qāʾid cercò di ripristinare la sua influenza nell'Orda d'Oro fornendo il suo sostegno a Kobeleg contro Bayan (al potere dal 1299 al 1304), khan dell'Orda Bianca. Dopo aver ricevuto il sostegno militare di Tokta, Bayan chiese aiuto alla dinastia Yuan e all'Ilkhanato per organizzare un attacco unificato al Khanato Chagatai amministrato da Qāʾid e del suo più fedele collaboratore Duwa. Tuttavia, gli Yuan riuscirono a fornire truppe in maniera rapida.

#### Rappacificazione nelle relazioni diplomatiche

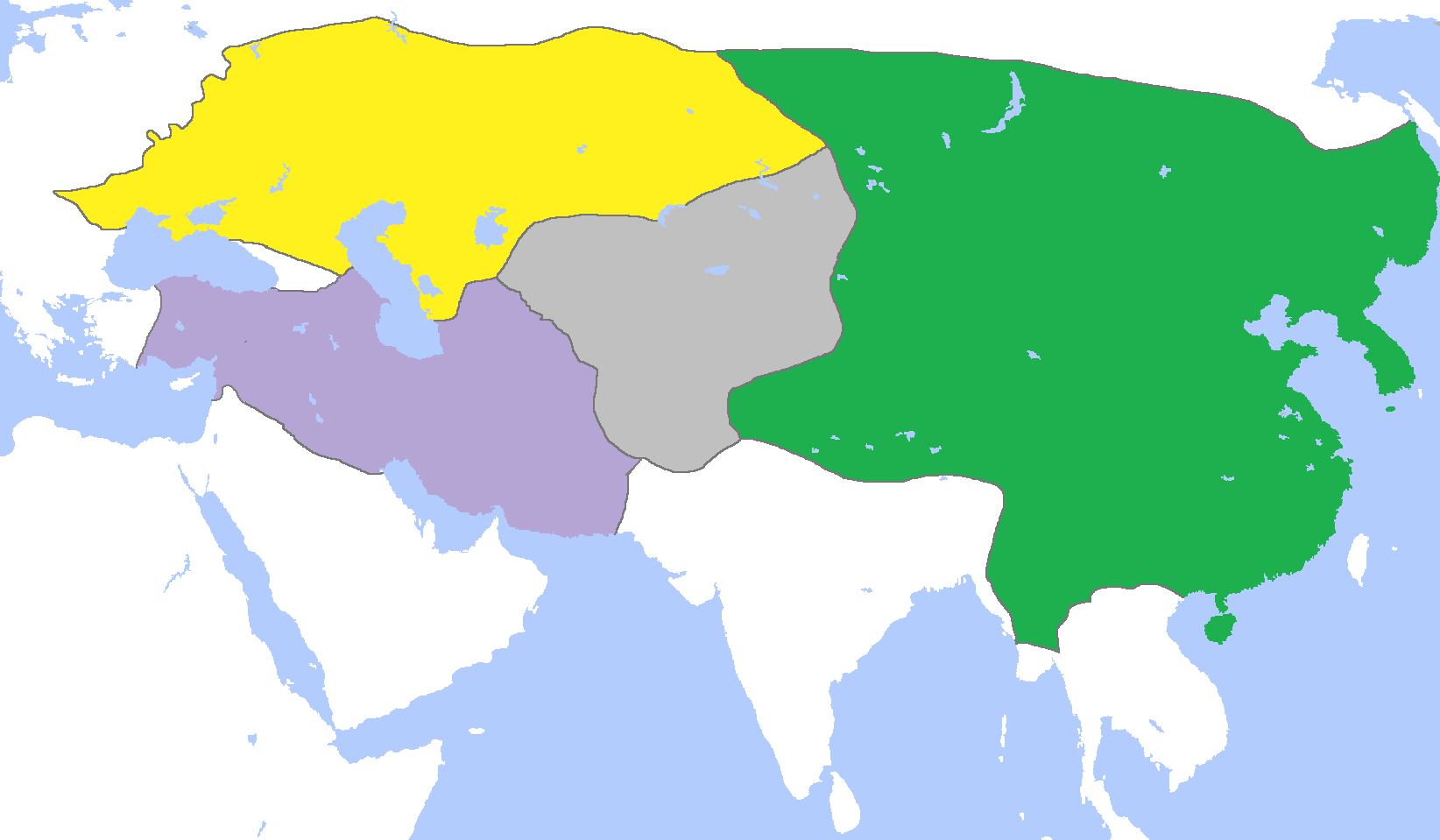
Spartizioni dell'Impero mongolo nel 1300 circa: l'Orda d'Oro è in giallo

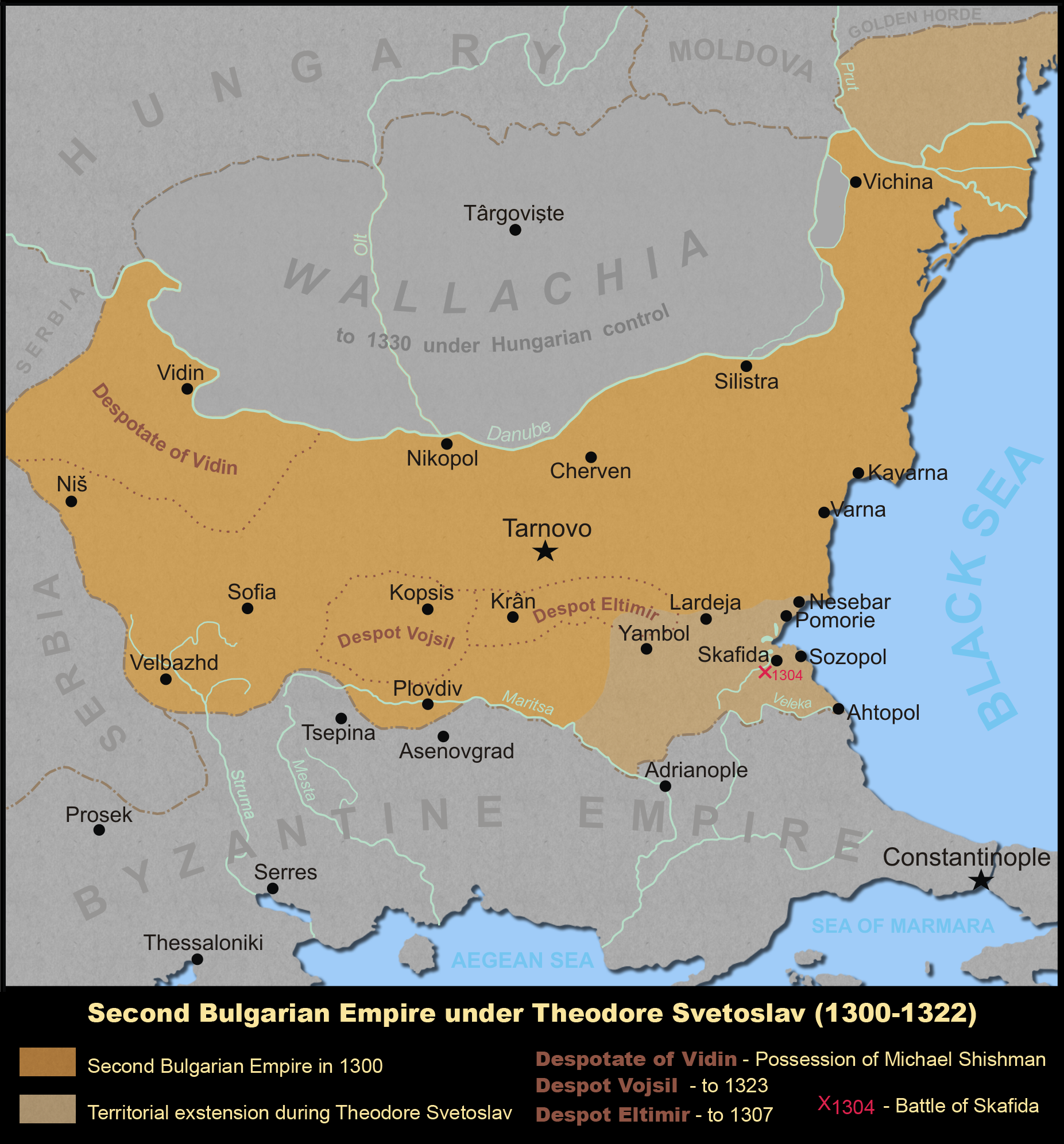
L'Impero bulgaro, ancora tributario dei Mongoli nel 1308

Dal 1300 al 1303 si verificò una grave siccità nelle zone circostanti il Mar Nero. Tuttavia, le avversità furono presto superate e le condizioni nell'Orda d'Oro migliorarono in fretta quando al potere vi fu Tokta. Dopo la sconfitta di Nogai Khan, i suoi seguaci si dispersero in Podolia o giurarono fedeltà Tokta, per diventare più tardi quel gruppo che sarebbe divenuto noto come Orda Nogai.
Tokta proseguì l'alleanza bizantino-mongola sposando Maria, una figlia illegittima di Andronico II Paleologo. In un rapporto giunto in Europa occidentale, si segnalava che Tokta vedesse di buon occhio i cristiani, anche se, secondo gli osservatori musulmani, Tokta rimase un adoratore degli "idoli" (buddismo e tengrismo) e mostrò favore agli uomini religiosi di tutte le fedi, sebbene preferisse gli islamici.
Egli comunicò all'ilkhan Ghazan e al suo successore Oljeitu che venisse restituito l'Azerbaigian, ma la richiesta fu respinta: a quel punto, cercò invano assistenza in Egitto. Tokta nominò uno dei suoi più fidati collaboratori governatore di Ghazna, ma questi fu ricacciato dalla città. Spedita nel frattempo una missione di pace alla corte dell'ilkhan Gaykhatu nel 1294, la pace fu mantenuta in maniera perlopiù ininterrotta fino al 1318.
Nel 1304 gli ambasciatori dei governanti mongoli dell'Asia centrale e della dinastia Yuan annunciarono a Tokta la loro proposta di pace generale. Questi accettò immediatamente la supremazia dell'imperatore Yuan Temür Öljeytü e tutti gli ignami (stazioni di posta) e le reti commerciali attraverso i vari khanati mongoli tornarono a fluire. La rappacificazione toccò anche i principi della Rus'. L'influenza degli Yuan pare aumentò nell'Orda d'Oro, poiché alcune delle monete di Tokta recavano l'alfabeto "Phags-pa" oltre alla scrittura mongola e ai caratteri persiani.
Toqta arrestò gli italiani residenti a Sarai e assediò Caffa nel 1307. A scatenare la repressione fu, per quanto è possibile dedurre, la necessità di porre un freno alla tratta degli schiavi genovesi dei suoi sudditi, che furono per lo più venduti come soldati in Egitto. Nel 1308 Caffa fu saccheggiata dai mongoli.
Durante gli ultimi anni di regno di Tokta, le tensioni tra i principi di Tver' e di Mosca raggiunsero punti critici. Daniele di Russia prese per sé la città di Kolomna, appartenente al Principato di Rjazan', il quale si rivolse a Toqta per protezione. Tuttavia Daniele fu in grado di battere sia le truppe di Rjazan' che quelle mongole nel 1301 e il suo successore, Jurij di Mosca, acquisì anche Pereslavl'-Zalesskij. Tokta prese in considerazione l'eliminazione dello status speciale del Gran principato di Vladimir e il posizionamento di tutti i principi della Rus' sullo stesso piano, decidendo, al fine di trarre una conclusione, di recarsi di persona in visita nella Rus' settentrionale per risolvere il conflitto tra i principi. Tuttavia, durante il tragitto si ammalò e morì mentre attraversava il Volga nel 1313.

### Islamizzazione (XIV secolo)

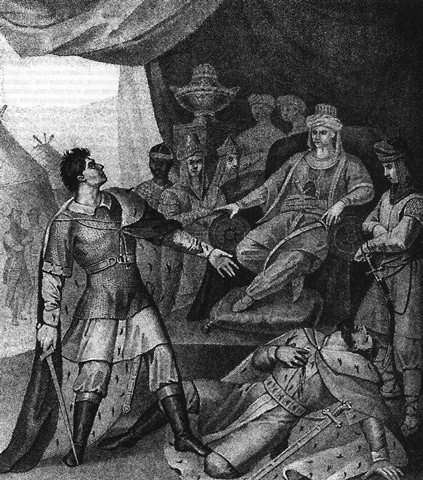
Demetrio vendica la morte di suo padre nell'ordo (palazzo) di Uzbek Khan uccidendo Jurij di Mosca

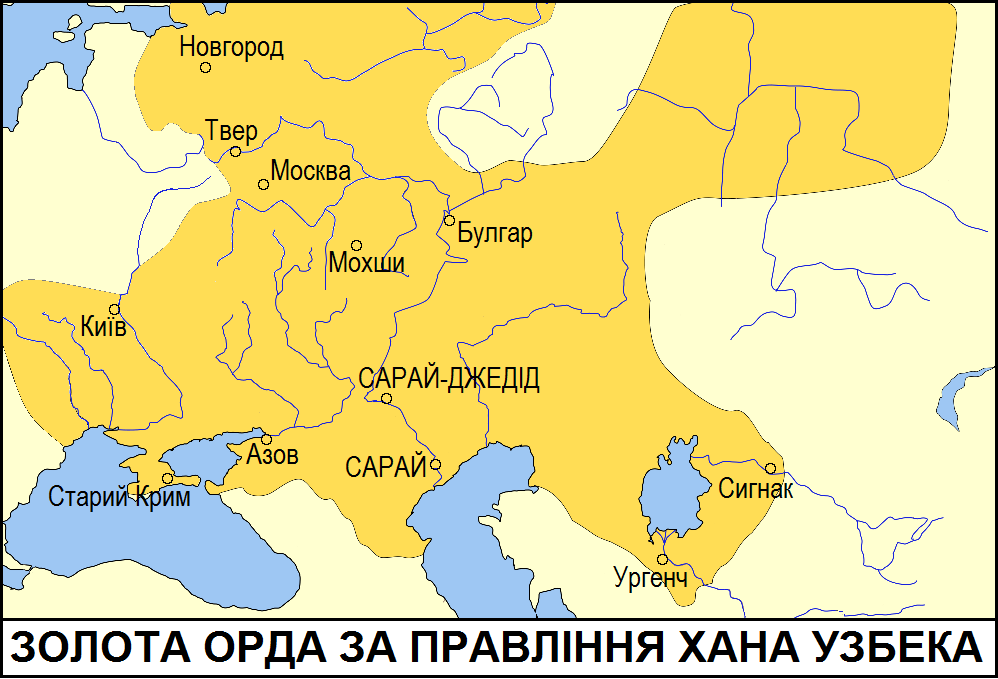
Territori dell'Orda d'Oro amministrati da Öz Beg Khan

Dopo che Uzbek Khan salì al trono nel 1313, adottò l'islam come religione di Stato e costruì a tal proposito una grande moschea nella città di Solkhat, in Crimea, nel 1314. Bandì inoltre il buddismo e lo sciamanesimo tra i mongoli nell'Orda d'oro. Nel 1315 Uzbek aveva islamizzato con successo l'Orda e ucciso i principi jocidi e i lama buddisti che si opponevano alla sua politica religiosa. Sotto il regno di Uzbek, le carovane commerciali non subirono saccheggi e si cercò di preservare un ordine generale. Quando Ibn Battuta visitò Saraj nel 1333, la descrisse come una città grande e incredibile, piena di vaste strade e graziosi mercati, cinti da una propria sezione di mura, dove mongoli, alani, kipčaki, adighè, russi e greci popolavano ciascuno un proprio quartiere.
Uzbek portò avanti l'alleanza con i mamelucchi iniziata da Berke e dai suoi predecessori. Nel 1320, la principessa jocide Tulunbay era sposata con al-Nasir Muhammad, sultano d'Egitto, sebbene morì poco dopo.
L'Orda d'Oro invase l'Ilkhanato amministrato da Abu Sa'id nel 1318, 1324 e 1335. Al-Nasir, alleato di Uzbek, rifiutò invece di attaccare Abu Sa'id perché l'Ilkhanato e il sultano mamelucco avevano firmato un trattato di pace nel 1323. Nel 1326 Uzbek riprese le relazioni diplomatiche con la dinastia Yuan e iniziò a inviare tributi da allora in poi: dal 1339 riceveva annualmente 24 000 ding in banconote Yuan dagli appannaggi jocidi in Cina. Quando l'Ilkhanato crollò dopo la morte di Abu Sa'id, i bey più anziani si avvicinarono a Uzbek nel loro tentativo di trovare un sovrano, ma quest'ultimo declinò dopo essersi consultato con il suo emiro Qutluq Timür.
Uzbek, il cui esercito totale superava le 300 000 unità, razziò in maniera costante la Tracia in aiuto della guerra della Bulgaria contro Bisanzio e la Serbia a partire dal 1319. L'Impero bizantino sotto Andronico II Paleologo e Andronico III fu saccheggiato dall'Orda d'oro tra il 1320 e il 1341, fino a quando il porto di Vicina, in Romania, non fu occupato. Nuove relazioni pacifiche furono stabilite con l'Impero bizantino per un breve periodo quando Uzbek sposò la figlia illegittima di Andronico III Paleologo, divenuta nota come Bayalun. Nel 1333, le fu dato il permesso di visitare suo padre a Costantinopoli e non tornò mai più, forse temendo la sua conversione forzata alla fede islamica. Gli eserciti di Uzbek saccheggiarono la Tracia per 40 giorni nel 1324 e per 15 giorni nel 1337, prendendo 300 000 prigionieri. Nel 1330, Uzbek inviò 15 000 soldati in Serbia nel 1330, ma fu sconfitto. Con l'appoggio dei mongoli, Basarab I di Valacchia dichiarò la costituzione di uno stato indipendente dalla corona ungherese nel 1330.
Sempre con l'assistenza dell'Orda, il granduca Michail Jaroslavič riuscì ad assumere il potere a Novgorod nel 1316. Mentre Michail proseguiva nel percorso di affermazione della sua autorità, il suo rivale Jurij di Mosca si ingraziò Uzbek ricevendo sua sorella, Končak, in matrimonio e riuscì a farsi nominare capo dei principi della Rus'. Dopo aver trascorso tre anni alla corte di Uzbek, Jurij tornò con un esercito di mongoli e di mordvini. Pur avendo devastato i dintorni di Tver', Jurij fu sconfitto da Michail nel dicembre 1318 e la sua nuova moglie e il generale mongolo Kawgady furono catturati. Mentre rimase a Tver, la mongola Končak si convertì al cristianesimo e adottò il nome Agata, spirando poco dopo. I rivali di Michail suggerirono a Uzbek di accusare il russo di aver avvelenato la sorella del khan e di essersi ribellato contro il suo governo. Michail fu secondo il piano convocato a Saraj e poi giustiziato il 22 novembre 1318. Jurij subentrò come granduca, proprio nello stesso momento in cui suoi fratello, Ivan, accompagnava il generale mongolo Akhmyl nella soppressione di una rivolta scoppiata a Rostov nel 1320. Due anni più tardi, il figlio di Michail, Demetrio, in cerca di vendetta per l'omicidio di suo padre, si recò a Saraj e persuase il khan che Jurij si fosse appropriato di gran parte del tributo dovuto all'Orda. A quel punto, l'accusato fu convocato dall'Orda per intentare un processo, ma fu ucciso da Dimitri prima che fosse avviata qualsiasi indagine formale. Otto mesi dopo, Dimitri fu giustiziato dall'Orda per il suo crimine e il titolo di granduca passo ad Alessandro Mikhailovič.
Nel 1327, il baskak Shevkal, cugino di Uzbek, giunse a Tver' dall'est, con un numeroso seguito e si stabilì nel palazzo di Alessandro. Si sparse la voce che Shevkal volesse occupare il trono per se stesso e introdurre l'islam nella città. Quando, il 15 agosto 1327, i mongoli cercarono di prendere un cavallo da un diacono di nome Dyudko, questi gridò aiuto e la folla linciò i mongoli. Shevkal e le guardie rimaste furono bruciate vive; l'incidente a Tver' spinse Uzbek a iniziare a sostenere Mosca come stato principale della Russia, una decisione che avrebbe avuto grandi ripercussioni. Ivan I Kalita ottenne la nomina a gran principe e gli fu consentito di riscuotere le tasse provenienti da altri potentati della Rus'. Il khan mongolo inviò altresì al seguito di Ivan 50 000 soldati per punire Tver' dei crimini commessi. Ad Alessandro venne mostrata misericordia nel 1335: più tardi, il 29 ottobre 1339, gli venne imposto che lui e suo figlio Teodoro si trasferissero a Saraj con l'impossibilità di trasferirsi altrove.
Nel 1323 il granduca Gedimino di Lituania ottenne il controllo di Kiev e insediò suo fratello Teodoro come reggente, ma il tributo del principato al khan continuò ad essere elargito. In una campagna avvenuta alcuni anni dopo, i lituani guidati da Teodoro contavano tra le loro file il baskak del khan.
Il decreto, emesso probabilmente da Mengu Timur, che consentiva ai francescani di insediarsi nei territori mongoli, fu rinnovato da Uzbek khan nel 1314. Uzbek permise ai genovesi cristiani di stabilirsi in Crimea, ma i mongoli saccheggiarono Sudak, dove si erano insediati, nel 1322 quando si sono scontrati con la comunità turca. I mercanti genovesi residenti in altre città non subirono disturbi. Papa Giovanni XXII chiese a Uzbek di restaurare le chiese cattoliche romane distrutte nella regione. Uzbek firmò un nuovo trattato commerciale con i genovesi nel 1339 e permise loro di ricostruire le mura di Caffa, oltre che, già prima nel 1332, ai veneziani di fondare una colonia a Tanais sul Don. Nel 1333, quando Ibn Battuta visitò Sudak, annotava che la popolazione era prevalentemente di etnia turca.
Il figlio maggiore di Uzbek, Tini Bek, regnò brevemente dal 1341 al 1342 prima che suo fratello minore, Ganī Bek (1342-1357), salisse al potere.
Nel 1344, Ganī Bek cercò di scacciare da Caffa i genovesi, ma fallì. Nel 1347 firmò un accordo commerciale con la Repubblica di Venezia. La tratta degli schiavi fiorì grazie al rafforzamento dei legami con il sultanato mamelucco e la crescente domanda di prodotti permisero un incremento commerciale e demografico. Anche Saraj fu coinvolta da questo sviluppo: gli alloggi nella regione aumentarono e la capitale divenne il centro di un grande sultanato musulmano.
La peste nera del 1340 segnò una tappa importante nella storia dell'Orda d'Oro, in quanto ne condizionò l'economia e causò la morte nel 1345 in Crimea a oltre 85.000 persone.
Ganī Bek abbandonò le ambizioni balcaniche di suo padre e appoggiò Mosca contro il Granducato di Lituania e il Regno di Polonia. A tale scopo, incentivò la formazione di contingenti militari mongolo-russi e nel 1344 il suo esercito marciò contro la Polonia con l'aiuto della Galizia-Volinia, sebbene non di tutta questa seconda regione perché la gran parte apparteneva alla Lituania. Nel 1349, il Principato di Galizia-Volinia fu occupato dalla coalizione polacco-ungherese e si dissolse poiché incorporato in toto alla Polonia. Grazie a questa conquista, Cracovia pose fine al rapporto di vassallaggio tra la Galizia-Volinia, la Rus' e l'Orda d'Oro. Nel 1352, un'armata mongolo-russa devastò il territorio polacco e Lublino; il re polacco, Casimiro III il Grande, presentatosi a Saraj nel 1357, rese omaggio per evitare ulteriori conflitti. In futuro, sette principi mongoli furono inviati da Ganī Bek per aiutare la Polonia.
Ganī Bek surclassò gli jocidi che amministravano il Khanato di Chagatai e conquistò Tabriz, ponendo fine al dominio chupanide nel 1356. Dopo aver accettato la resa degli Jalayridi, Ganī Bek poteva vantarsi di possedere tre ulus dell'Impero mongolo esclusivamente sotto il suo controllo. Tuttavia, sulla via del ritorno da Tabriz, Ganī Bek fu assassinato per ordine di suo figlio, Birde Bek. Dopo l'assassinio di Jani Beg, l'Orda d'Oro perse rapidamente l'Azerbaigian a favore del re Jalayir Shaikh Uvais nel 1357.

### Declino (XIV-XV secolo)

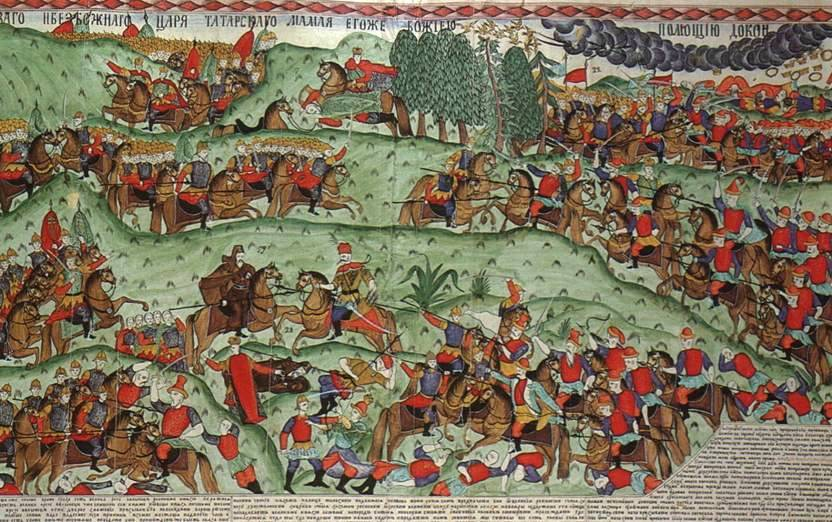
La battaglia di Kulikovo del 1380

Berdi Bek fu ucciso in una congiura ordita da suo fratello Qulpa nel 1359. I due figli di quest'ultimo erano cristiani e portavano nomi russi, Michele e Ivan, cosa che irritava la comunità musulmana dell'Orda d'Oro. Nel 1360, il fratello di Qulpa, Nauruz Bek, si ribellò al khan e uccise lui e i suoi figli. Nel 1361, un discendente di Shibani (5° figlio di Joci) di nome Khidr fu invitato da alcuni nobili a prendere il trono. Questi si ribellò a Nauruz, il cui stesso luogotenente lo tradì e lo consegnò perché fosse giustiziato. Khidr fu però poi ucciso da suo figlio, Timur Khwaja, nello stesso anno. Timur Khwaja regnò solo per cinque settimane prima che i discendenti di Uzbek Khan prendessero il potere.
Nel 1362, l'Orda d'Oro fu spartita tra Keldi Beg a Saraj, Bulat Temir nella Bulgaria del Volga e Abdullah in Crimea. Nel frattempo, il Granducato di Lituania attaccò i vassalli occidentali del Khanato e conquistò Kiev e la Podolia dopo la battaglia delle Acque Blu del 1363. Un potente generale mongolo di nome Mamaj si allineò ad Abdullah, senza però riuscire a espugnare Saraj, che vide altri due khan regnare, Murad e Aziz. Abdullah morì nel 1370 e Muhammad Bolaq fu intronizzato come khan fantoccio da Mamaj. Il generale dovette subito preoccuparsi di un'insurrezione verificatasi a Nižnij Novgorod: le truppe moscovite invasero il territorio bulgaro appartenente ad Arab-Shah, figlio di Bulat Temir, azione che lo colse alla sprovvista, ma che non gli impedì di vincere sulle rive del fiume P'jana. Tuttavia, Arab-Shah non riuscì a trarre vantaggio dalla situazione a causa dell'avanzata di un altro generale mongolo proveniente da est. Incoraggiato dalla notizia della sconfitta moscovita, Mamaj radunò in fretta un esercito per attaccare Demetrio del Don, il quale sopraffece i Mongoli nella Battaglia del fiume Voja nel 1378. Mamaj assunse a quel punto mercenari genovesi, circassi e alani per un altro attacco a Mosca nel 1380. Nella battaglia che ne seguì, le forze mongole furono battute ancora una volta nell'importante battaglia di Kulikovo: lo scontro è stato definito dallo storico Mark Galeotti come quello che rese grande la Russia.
Nel 1360 Uros Khan aveva istituito un tribunale a Sighnaq: il suo nome significava "russo" in lingua turca, poiché sua madre era una principessa Rus'. Nel 1372, Uros marciò verso ovest e occupò Saraj, lasciando suo nipote e luogotenente Toktamish perché richiamato da Tamerlano, emiro di Samarcanda e fondatore dell'Impero timuride. Toktamish attaccò Uros, uccidendo suo figlio Kutlug-Buka, ma il suo tentativo di acquisire il potere fallì e dovette fuggire a Samarcanda. Subito dopo, un altro generale di nome Edigu salutò Urus per recarsi da Tamerlano. Quest'ultimo attaccò personalmente Urus nel 1376, ma la campagna non si concluse con un vero e proprio vincitore. Urus morì l'anno successivo e gli succedette suo figlio Timur Melik, il quale perse immediatamente Sighnaq a favore di Toktamish. Nel 1378 questi riuscì a fare breccia nelle porte di Saraj.
Prima del 1380, gli Shaybanidi e il Principato di Qashan tentarono di sfilarsi dal giogo tataro.

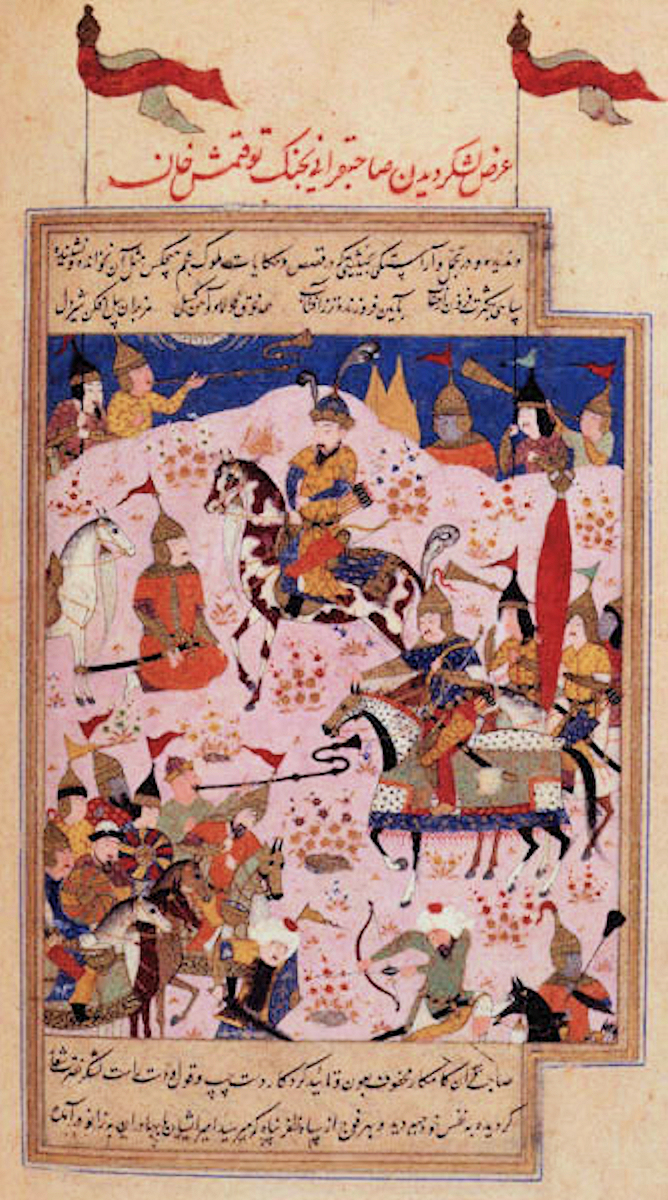
L'emiro Tamerlano e le sue forze avanzano contro l'Orda d'Oro guidata dal khan Toktamish

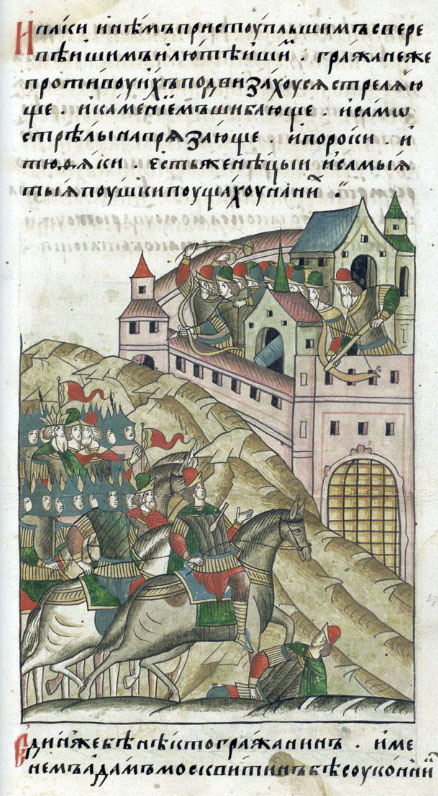
Toktamish assedia Mosca

Toktamish attaccò Mamaj, appena sconfitto dalla Moscovia, e lo schiantò nel 1381, ristabilendo così brevemente l'Orda d'Oro come potenza dominante nella regione. Mamaj fuggì dai Genovesi, i quali lo assassinarono poco dopo. Toktamish spedì un ambasciatore negli Stati della Rus' per ribadire la necessità di consegnare i tributi dovuti, ma l'uomo arrivò fino a Nižnij Novgorod, dove fu fermato; Toktamish sequestrò immediatamente tutte le barche sul Volga per traghettare il suo esercito e cinse d'assedio Mosca nel 1382, la quale cadde dopo tre giorni sotto una falsa tregua. L'anno successivo la maggior parte dei principi della Rus' rese di nuovo omaggio al khan e ricevette da questo gli jarlyk, le lettere patenti. Toktamish prevalse anche sull'esercito lituano a Poltava nel 1383. Ladislao II Jagellone, granduca di Lituania e re di Polonia, accettò la sua supremazia e accettò di rendere omaggio in cambio di una concessione del territorio della Rus'.
Euforico per i successi ottenuti, Toktamish invase l'Azerbaigian nel 1386 e conquistò Tabriz. Ordinò inoltre di coniare denaro con il suo nome in Corasmia e inviò emissari in Egitto per cercare un'alleanza. Nel 1387, Tamerlano inviò un esercito in Azerbaigian e combatté senza prevalere del tutto con le forze dell'Orda d'Oro. Desideroso di arrestare le campagne espansionistiche dell'emiro di Samarcanda, Toktamish invase la Transoxania e raggiunse Bukhara, ma non riuscì a prendere la città e dovette tornare indietro. Tamerlano si vendicò invadendo la Corasmia e radendo al suolo Urgench. Il khan occidentale attaccò Tamerlano sul Syr Darya nel 1389 con un nutrito esercito che includeva russi, bulgari, circassi e alani. La battaglia si concluse anche in tale occasione senza che potesse definirsi un reale vincitore. Nel 1391, Tamerlano riuscì a reclutare 200 000 uomini e sconfisse Toktamish nella decisiva battaglia del fiume Kondurča. Gli alleati di Tamerlano Timur Kutlug e Edigu presero la sezione orientale dell'Orda d'Oro. Toktamish si riorganizzò nel 1394 devastando la regione di Širvan (a nord dell'Iran e a sud del Caucaso). Nel 1395, Tamerlano surclassò nuovamente l'esercito di Toktamish nella battaglia del fiume Terek, devastò la capitale, saccheggiò i centri commerciali della Crimea e deportò gli artigiani più abili a Samarcanda, la sua residenza. Le forze di Tamerlano raggiunsero il nord fino a Rjazan' prima di tornare indietro.
Timur Ketlug fu nominato khan a Saraj mentre Edigu divenne suo immediato sottoposto; Koirijak, invece, fu nominato sovrano dell'Orda Bianca da Tamerlano. Toktamish si rifugiò nel Granducato di Lituania e chiese aiuto a Vitoldo per riottenere il suo trono in cambio della cessione di alcune terre nella Rus'. Nel 1399, Vitoldo e Toktamish attaccarono insieme Temür Qutlugh ed Edigu nella battaglia del fiume Vorskla, ma ne uscirono gravemente battuti e il granduca lituano scampò per miracolo. La vittoria dell'Orda d'Oro si assicurò Kiev, la Podolia e alcune terre nel bacino meridionale del fiume Bug. Toktamish si spense in circostanze misteriose a Tjumen' intorno al 1405. Suo figlio Jalal al-Din fuggì anch'egli in Lituania e partecipò alla battaglia di Grunwald contro l'ordine teutonico.
Temür Qutlugh morì nel 1400 e suo cugino Shadi Bek fu eletto khan con l'approvazione di Edigu. Dopo aver sconfitto Vitoldo, Edigu si concentrò sullo sviluppo dello stato amministrato e proibì di vendere i sudditi dell'Orda d'Oro come schiavi all'estero. Successivamente, la tratta degli schiavi riprese, con riguardo ai soli circassi. Di conseguenza, la maggior parte delle reclute mamelucche nel XV secolo erano di origine circassa. Tamerlano morì nel 1405 e Edigu ne approfittò per impossessarsi della Corasmia un anno dopo. Dal 1400 al 1408, Edigu riconquistò gradualmente i vassalli della Rus' orientale, ad eccezione di Mosca, che fu cinta senza successo d'assedio. Quando anche Smolensk passò alla Lituania, Shadi Bek colse l'occasione per ribellarsi contro Edigu, uscendone battuto e dovendo spingersi a Astrachan'. Shadi Bek fu rimpiazzato da Pulad, morto nel 1410 e sostituì Temur Khan, figlio di Temür Qutlugh. Temur Khan si rivoltò contro Edigu e lo costrinse a raggiungere la Corasmia nel 1411. Lo stesso Tanerlano fu estromesso l'anno successivo da Jalal al-Din, che arrivò dalla Lituania e salì per breve tempo al trono. Nel 1414, Shah Rukh della dinastia timuride conquistò la Corasmia. In questa serie infinite di fughe e viaggi, Edigu si recò in Crimea, dove scatenò incursioni a scapito di Kiev e cercò di stringere un'alleanza con la Lituania per riprendere il controllo perduto. Edigu morì nel 1419 in un duello scatenatosi per futili motivi con uno dei figli di Toktamish.

### Dissoluzione (XV secolo)

#### Khanato di Sibir (1405)
Il Khanato di Sibir fu governato da una dinastia originaria di Taibuga nel 1405 a Čingi-Tura. Dopo la sua morte nel 1428, il khanato fu governato dall'uzbeko Abu l-Khayr. Quando morì nel 1468, lo Stato si divise in due, con lo shaybanide Ibak con capitale a Čingi-Tura, e il taibugide Muhammad presso la fortezza di Sibir, da cui il khanato prende il suo nome.

#### Khanato uzbeko (1428)
Dopo il 1419, l'Orda d'Oro cessò de facto di esistere. Benché Uluğ Muhammad fosse ufficialmente khan dell'Orda d'Oro, la sua autorità si limitava alle rive inferiori del Volga, dove regnava anche l'altro figlio di Toktamish, Kepek. L'influenza dell'Orda d'Oro cessò nell'Europa orientale a favore del Granducato di Lituania, a cui Uluğ Muhammad si rivolse per ricevere supporto. La situazione politica nell'Orda d'Oro continuò a non stabilizzarsi: nel 1422, il nipote di Uros Khan, Barak, attaccò i sovrani regnanti a ovest. Nel giro di due anni, Uluğ, Kepek e un altro pretendente, Dawlat Berdi, desistettero nella lotta. Uluğ Muhammad fuggì in Lituania, Kepek cercò di razziare Odoev e Rjazan', ma non riuscì a stabilirsi in quelle regioni e Dawlat approfittò una seconda volta della situazione per impadronirsi della Crimea. Barak respinse gli assalti di Uluğ Beg nel 1427, venendo poi assassinato l'anno successivo. Il suo successore, Abu l-Khayr Khan, diede vita al Khanato uzbeko.

#### Orda di Nogai (anni 1440)
Nel 1440, un discendente di Edigu di nome Musa bin Waqqas si insediò a Saray-Jük, da dove agì come sovrano indipendente dell'Orda Nogai.

#### Khanato di Kazan (1445)
Uluğ Muhammad estromise Dawlat Berdi dalla Crimea e proprio mentre questo accadeva, il khan Hacı I Giray fuggiva in Lituania per chiedere aiuto a Vitoldo; nel 1426, Uluğ Muhammad contribuì con le sue truppe alla lotta del granduca lituano contro Pskov. Nonostante lo spessore politico ormai ridotto all'osso dell'Orda d'Oro, sia Jurij Dmitriyevitch che Basilio Kosoy si recarono ancora alla corte di Uluğ Muhammad nel 1432 per richiedere la lettera patente. Un anno più tardi, Uluğ Muhammad dovette cedere il trono a Sayid Ahmad I, uno dei figli di Toktamish. Uluğ Muhammad scappò nella città di Belëv, alle sorgenti del fiume Oka, dove entrò in conflitto con la Moscovia. Basilio II di Russia tentò di scacciarlo senza successo nella battaglia di Belëv e Uluğ Muhammad divenne governatore della città omonima alla schermaglia. Continuò inoltre a esercitare una certa influenza sulla Moscovia, occupando Gorodec nel 1444. Basilio II desiderava persino che gli fosse concessa una lettera patente per il trono, ma Uluğ Muhammad lo attaccò invece a Murom nel 1445. Il 7 luglio, Basilio II venne surclassato e fatto prigioniero da Uluğ Muhammad alla battaglia di Suzdal'. La vittoria ebbe un esito effimero, se si considera che l'Orda d'Oro non esisteva più, contava appena 10 000 soldati e dunque non poteva esercitare alcuna pressione su Mosca. Pochi mesi più tardi, rilasciò Basilio II chiedendo un riscatto di 25 000 rubli. Quando pareva che la situazione erariale stesse migliorando, Uluğ Muhammad fu assassinato da suo figlio, Mäxmüd (Maḥmūd) di Kazan', il quale decise di stabilirsi nella regione centrale del Volga e creò il Khanato di Kazan' nel 1445. Nel 1447, Mäxmüd spedì subito un esercito contro la Moscovia, venendo però respinto.

#### Khanato di Crimea (1449)
Nel 1449, Hacı I Giray conquistò la Crimea sottraendola al dominio di Sayyid Ahmad I e fondò il Khanato omonimo.

#### Khanato di Qasim (1452)
Uno dei figli di Uluğ Muḥammad, Qāsim, fuggì a Mosca, dove il basileus Basilio II gli concesse le terre che divennero note come Khanato di Qasim.

#### Khanato kazako (1458)
Nel 1458, Janibek Khan e Kerei Khan condussero 200 000 uomini di Abu 'l-Khayr verso est, fino al fiume Ču, dove Esen Buqa II del Mogulistan concesse loro delle pasture. Dopo la morte di Abu l-Khayr nel 1467, i due assunsero l'autorità sulla maggior parte dei suoi seguaci e costituirono il Khanato di Kazach.

#### Grande Orda (1459-1502)

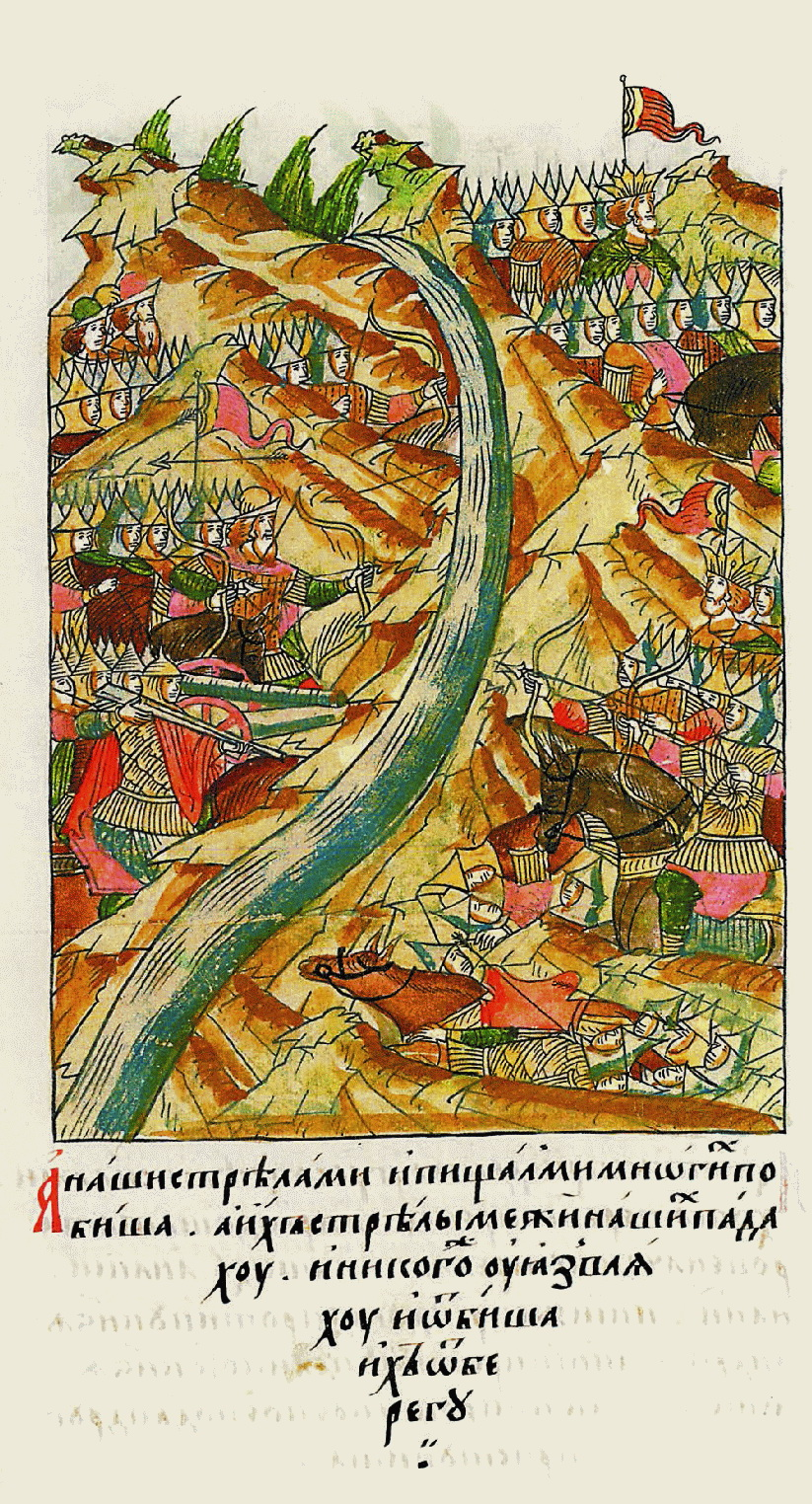
Il grande fronteggiamento sul fiume Ugra, 1480

Nel 1435, il khan Küchük Muhammad spodestò Sayyid Ahmad e subito dopo attaccò Rjazan', riportando una sonora disfatta per opera di Basilio II. Sayyid Ahmad continuò a razziare in varie occasioni la Moscovia e nel 1449 azzardò un attacco diretto a Mosca, dove fu sconfitto dall'alleato della Moscovia Qāsim Khan. Nel 1450, Küchük Muhammad attaccò Rjazan', ma fu respinto da una coalizione russo-tartaro. Nel 1451 Sayyid Ahmad tentò ancora di prendere Mosca e fu nuovamente respinto.
A Küchük Muhammad succedette il figlio Mahmud bin Küchük nel 1459, da quel momento l'Orda d'Oro divenne nota come Grande Orda. Mahmud fu rovesciato nel 1465 da una ribellione guidata dal fratello Akhmat Khan, che ne prese il posto alla guida dell'Orda. Nel 1469, Akhmat attaccò e uccise l'uzbeko Abu l-Khayr e l'anno successivo attaccò in Moldavia, Polonia e Lituania. Prima del 20 agosto, le forze moldave al comando di Ștefan III cel Mare sconfissero i Tatari nella battaglia di Lipnic. Nel 1474 e 1476, Akhmat insistette sul fatto che Ivan III di Russia riconoscesse il khan come autorità suprema e quattro anni più tardi, nel 1480, organizzò una campagna militare contro Mosca che ebbe fine con il grande fronteggiamento sul fiume Ugra, quando Akhmat giudicò sfavorevoli le condizioni per un'eventuale battaglia e si ritirò. Questo evento pose ufficialmente fine al gioco tataro sulle terre dei Rus'. Il 6 gennaio 1481 Akhmat fu ucciso da Ibak, principe del Khanato di Sibir, e dai Nogai alla foce del fiume Donets.
I figli di Akhmat non furono in grado di mantenere il controllo della Grande Orda, cimentandosi in una serie di campagne ai danni del Regno di Polonia e del Granducato di Lituania (che all'epoca possedeva gran parte dell'Ucraina) nel 1487-1491 e raggiunsero Lublino prima di essere definitivamente sconfitti a Zasłaŭje.
Il Khanato di Crimea, diventato uno Stato vassallo dell'Impero ottomano nel 1475, soggiogò ciò che restava della Grande Orda saccheggiando Saraj nel 1502. Dopo aver cercato rifugio in Lituania, l'ultimo khan dell'Orda, Sheikh Ahmed, morì in prigione a Kaunas qualche tempo dopo il 1504. Secondo altre fonti, fu rilasciato dalla prigione lituana nel 1527.
Testimonianze sull'esistenza dell'Orda d'Oro si susseguirono tuttavia fino alla fine del XVIII secolo, e questa viene menzionata nelle opere dell'editore russo Nikolaj Ivanovič Novikov nel suo lavoro del 1773 "Antica idrografia russa".

#### Khanato di Astrachan' (1466)
Dopo il 1466, i discendenti di Mahmud bin Küchük continuarono a governare ad Astrachan' come regnanti del khanato omonimo.

#### Conquiste russe
Il Regno russo sottomise il Khanato di Kazan nel 1552, quello di Astrachan' nel 1556 e quello di Sibir nel 1582. I tatari di Crimea provocarono il caos nella Russia meridionale, in Ucraina e persino in Polonia nel corso del XVI e all'inizio del XVII secolo, senza però la Russia o espugnare Mosca, al tempo nettamente più forte rispetto ai secoli passati. Sotto la protezione ottomana, il Khanato di Crimea continuò la sua precaria esistenza fino all'annessione di Caterina II di Russia, l'8 aprile 1783. Si trattò di gran lunga dello stato più longevo dei successori dell'Orda d'Oro.

## Politica

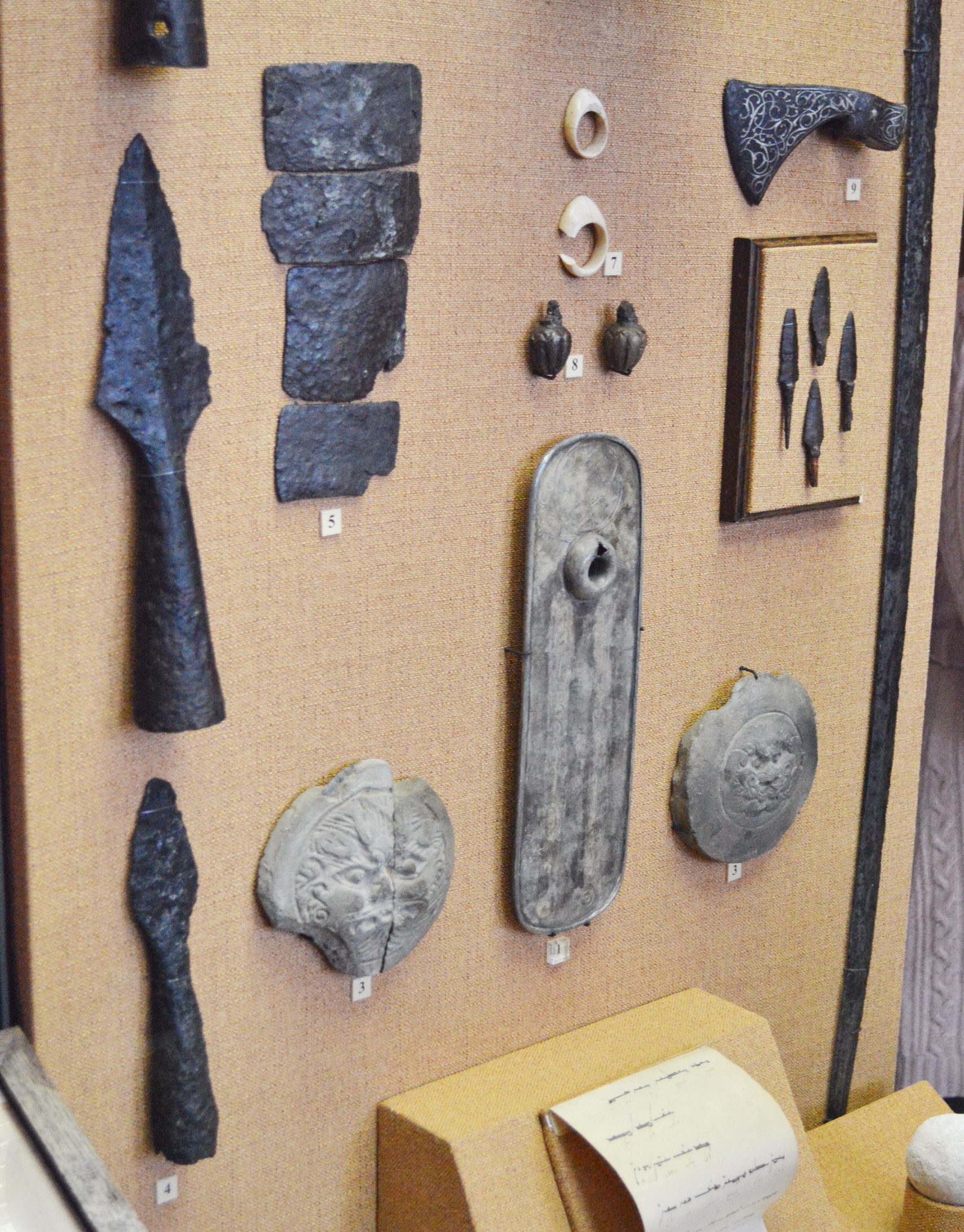
Reperti di armi utilizzate dall'Orda d'Oro nel XIV-XV secolo

I sudditi della Orda d'Oro formavano un vastissimo crogiolo di comunità e culture, che variavano dai Rus' agli Armeni, Georgiani, Circassi, Alani, Greci di Crimea, Goti di Crimea, Bulgar, Valacchi e altre minoranze ancora. L'obiettivo dell'Orda d'Oro nelle terre conquistate ruotava intorno all'ottenimento di reclute per l'esercito e al pagamento delle tasse dai suoi sudditi. Nella maggior parte dei casi l'Orda d'Oro non incrementò un controllo diretto sulle regioni conquistate, non stravolgendone dunque la struttura politica.

### Ordinamento dello Stato
Il ceto aristocratico dell'Orda d'Oro discende da quattro tribù mongole: i Qiyat, i Manghud, i Sicivut e gli Hongirat. Il sovrano supremo era il khan, scelto dai kuriltai tra i discendenti di Batu. Il Primo ministro, anch'esso di etnia mongola, era conosciuto come "principe dei principi" o beilerbei; i ministri erano invece chiamati visir. I governatori locali, o basqaq, risultavano responsabili della riscossione delle tasse ed era loro responsabilità evitare il malcontento popolare. L'amministrazione civile e militare, di regola, non venivano separate in due sfere distinte.
L'Orda si sviluppò come una cultura sedentaria piuttosto che nomade, con Saraj che crebbe lentamente in una grande e prospera metropoli. All'inizio del XIV secolo, la capitale fu spostata notevolmente a monte di Sarai Berqe, trasformatasi in una delle più grandi città del mondo medievale, con 600 000 abitanti. Saraj viene descritta dal famoso viaggiatore Ibn Battuta:
Un'altra fonte contemporanea la racconta come "una grande città che ospita mercati, bagni e istituzioni religiose". È stato rinvenuto un astrolabio durante gli scavi nel sito e il sito è stato in passato la patria di molti poeti, della maggior parte dei quali è stato tramandato solo il nome.

### Cronotassi dei khan
L'epico patriarca da cui deriva idealmente il potere viene individuato in Gengis Khan, dal quale i khan rivendicano una discendenza più o meno in linea diretta:
- 1 Batu Khan -1227
- 2 Sartak 1255-1256
- 3 Ulakci 1256-1257
- 4 Berke 1264-1266
- 5 Mengu Temur 1266-1282
- 6 Tuda Mengu 1282-1287
- 7 Talabuga 1287-1291
- 8 Tokta 1291-1312
- 9 Uz Bek 1313-1341
- 10 Tini Bek 1341-1342
- 11 Ganī Bek 1341-1357
- 12 Birde Bek 1357-1359
- 13 Qulpa 1359-1360
- 14 Nauruz Bek -1360
- 15 Mamai 1361-1380; Khidr Khan 1360-1361; Murid Khan 1361-1363; Kildi Bek Khan 1361-1362; Aziz Sheykh Khan 1365-1367; Abdallah Khan 1363-1369; Mohammed Khan 1370-1378.
- 16 Toktamish 1380-1394
- 17 Temur Kutlug 1394-1400
- 18 Shadi Bek 1400-1407
- 19 Pulad Khan 1407-1412
- 20 Jalal Al Din 1412-1413
- 21 Karim Birdi 1413-1414
- 22 Kebek Khan 1414-1417
- 23 Jabbar Birdi 1417-1419
- 24 Uluğ Muhammad 1419-1420 (m. 1434); Kici Mohammed Khan 1420-1446
- 25 Devlat Birdi 1420-1421
- 26 Barak Khan 1421-1428
- 27 Uluğ Muhammad 1428-1434
- 28 Sayyd Ahmad I 1434-1436
- 29 Kuchuk Muhammad 1436-1459 (m. 1466); Sayyd Ahmed Khan 1445-1459
- 30 Mahmud Khan 1459-1466
- 31 Ahmad Khan 1466-1481
- 32 Sayyd Ahmad II 1481-1502

### Vassallaggi
(Andrzej Poppe)

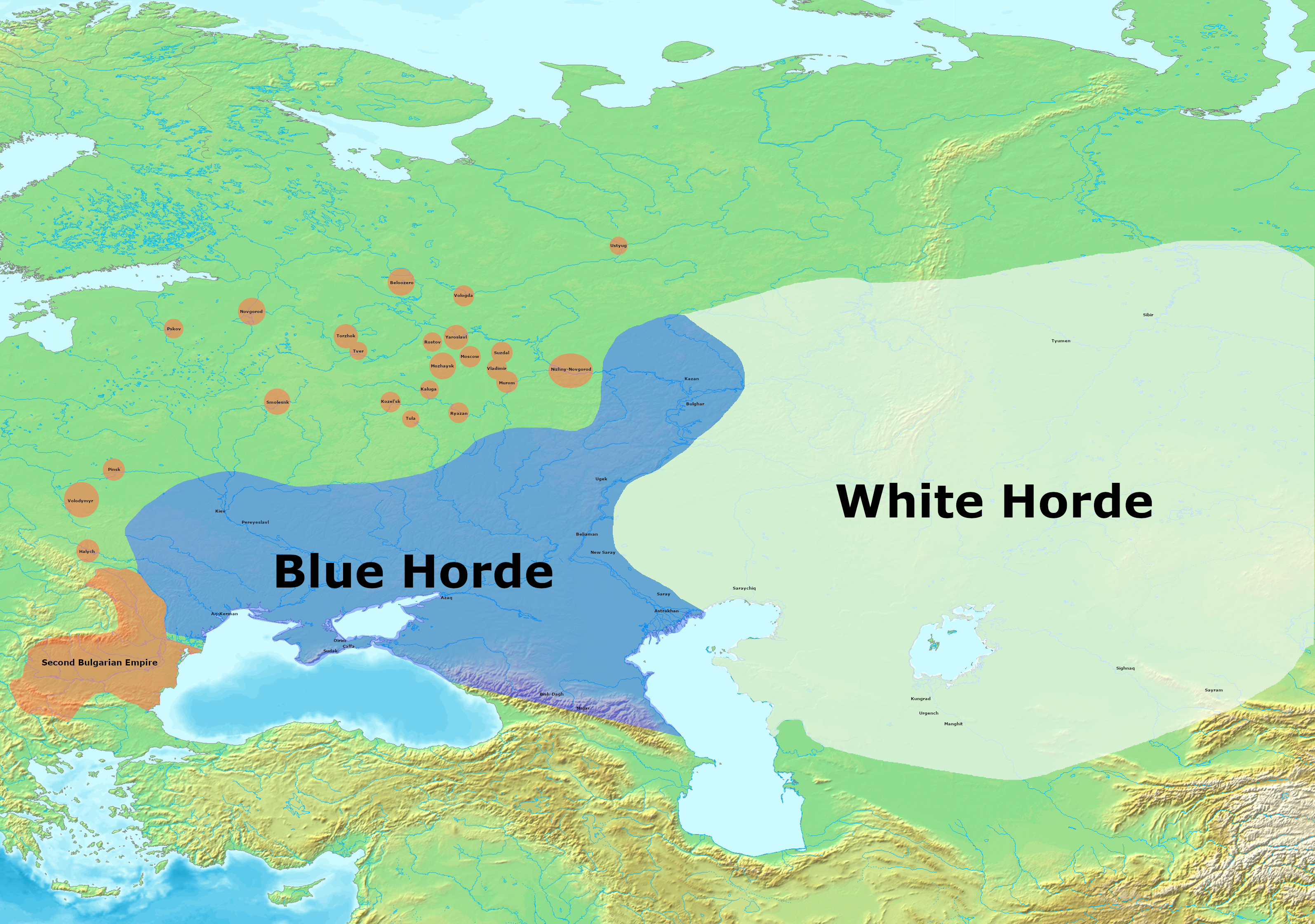
L'Orda d'Oro e i suoi vassalli della Rus' nel 1313 sotto Uzbek Khan

Mentre i mongoli generalmente non si occuparono di amministrare in maniera diretta l'Europa orientale (è il caso della Rutenia, vista come un'area periferica di minore interesse), nei casi del Principato di Perejaslavl', di Kiev e della Podolia, demolirono del tutto il precedente impianto e lo rimpiazzarono con un'autorità asiatica. Il Principato di Galizia-Volinia, di Smolensk, di Černihiv e di Novgorod-Seversk mantennero i loro principi, ma dovettero anche fare i conti con agenti mongoli che imponevano il reclutamento e la riscossione delle gabelle. La Repubblica di Novgorod risultava esente dalla presenza di agenti mongoli dopo il 1260, sebbene le tasse non furono abolite. I censimenti eseguiti dai mongoli nella Rus' avvennero in varie occasioni, ovvero nel 1245, 1258, 1259, 1260, 1274 e 1275 (l'ultimo compiuto in assoluto). Alcuni luoghi, come la città di Tula, divennero proprietà personale di singoli mongoli come Khatun Taidula, la madre di Ganī Bek.
I principi della Rus' dovevano ricevere un brevetto per il loro mandato dal khan, che poi spediva un delegato al fine di installare il principe sul trono designato. Da Uzbek Khan in poi, si creò la figura del commissario, un uomo di fiducia nominato dal khan che risiedeva in ciascuna delle capitali dei "principati" della Rus'. Il dominio mongolo si allentò alla fine del XIII secolo, comportando per alcuni Rus' la facoltà di riscuotere le tasse in qualità di agenti del khan. All'inizio del XIV secolo, tutti i granduchi riscuotevano le tasse da soli, di modo che il popolo non avesse più relazioni dirette con signori mongoli, mentre i loro governanti rispondevano sempre a Saraj.
Il dominio mongolo in Galizia terminò con la sua conquista da parte del Regno di Polonia nel 1349. L'Orda d'Oro entrò in grave declino dopo la morte di Birde Bek nel 1359, che diede inizio a una crisi politica durata per un ventennio. Nel 1363, il Granducato di Lituania vinse la battaglia delle Acque Blu contro i mongoli e conquistò sia Kiev che la Podolia. Dopo il 1360, il pagamento di tributi e tasse da parte dei sudditi della Rus' all'Orda d'Oro in declino diminuì significativamente. Nel 1374, Nižnij Novgorod si ribellò e massacrò un ambasciatore inviato da Mamaj: nonostante le brutali modalità di soppressione della rivolta, era chiaro che il timore e l'autorità dell'Orda stessero attraversando una nuova fase. Per un breve periodo dopo la disastrosa (per i mongoli) battaglia di Kulikovo nel 1380, la Moscovia fu scevra dal controllo degli stranieri, fino a quando Toktamish non impose di nuovo il vecchio regime dopo con l'assedio di Mosca del 1382. Grazie ad un'altra vittoria militare riportata, stavolta contro i lituani, l'anno successivo e con la decisione di Ladislao II Jagellone, granduca di Lituania e re di Polonia, di accettare la sua supremazia e di rendere omaggio a sua volta per una concessione del territorio della Rus', Toktamish fece rivivere al Khanato un periodo di rinnovato vigore. Nel 1395, Tamerlano annientò l'esercito di Toktamish nella battaglia del fiume Terek, rase al suolo Saraj e causò danni a tutta l'economia locale, portando inoltre con sé a Samarcanda i mestieranti più rinomati. Toktamish dovette fuggire in Lituania e non riuscì a riprendere il potere quando nel 1399, al fianco di Vitoldo, fu sconfitto nella battaglia del fiume Vorskla. La vittoria dell'Orda d'Oro le assicurò Kiev, Podolia e alcune terre nel bacino inferiore del fiume Bug, terre prima perdute.
Dal 1400 al 1408, Edigu riacquistò gradualmente il controllo degli vassalli della Rus' orientale, tranne Mosca: grave fu la cessione di Smolensk ai lituani. A seguito della morte di Edigu nel 1419, l'Orda d'Oro si disintegrò in fretta, conversando però ancora qualche traccia di influenza nell'Europa orientale: è il caso di alcune partecipazioni nelle campagne militari di potenze straniere. Inoltre, sia Jurij Dmitriyevitch che Basilio Kosoy visitarono ancora la corte del khan nel 1432 per richiedere uno jarlyk, la lettera patente. Da allora seguì una fase molto turbolenta per il Khanato, che non riuscì più a esercitare la stessa influenza sulla Moscovia nonostante i vari tentativi (si pensi agli attacchi del 1447, 1449 e 1451).
Anche sul fronte occidentale la situazione non migliorò e i rapporti diplomatici costruiti con Moldavia, Bulgaria e Serbia vennero gradualmente meno a favore di Polonia, Lituania e Impero ottomano. L'evento con cui gli storici identificano la definitiva venuta meno dell'autorità mongola sulla Moscovia coincide con il grande fronteggiamento sul fiume Ugra del 1480, una battaglia che sembrava inevitabile ma che non accadde mai. Quando infatti Ahmed, khan a quel tempo, decise di ritirarsi per via delle condizioni sfavorevoli del campo di battaglia, cessò ufficialmente il "giogo tartaro" sulle terre della Russia.
Le aree geografiche sottoposte a rapporto di vassallaggio risultavano in sintesi:
- Città portuali veneziane in Crimea (il cui centro principale era Qırım). Dopo la conquista mongola nel 1238, le città portuali in Crimea pagarono dazi doganali ai discendenti di Joci, e le entrate furono divise tra tutti i principi chingisidi dell'Impero mongolo secondo il sistema degli appannaggi;[119]
- Le rive dell'Azov;
- Le terre dei circassi;
- La Valacchia;
- L'Alania;
- Le terre russe.[119]

### Suddivisione amministrativa
I mongoli prediligevano l'organizzazione decimale, ereditata da Gengis Khan. Pare si potesse contare un totale di dieci divisioni politiche all'interno dell'Orda d'Oro, le cui due fazioni più importanti furono indubbiamente quella dell'Orda Blu (Orda Kok) e dell'Orda Bianca (Orda Ak). L'Orda Blu si estendeva nella steppa pontico-caspica, la Cazari, la Bulgaria del Volga, l'Orda Bianca invece sulle terre dei principi della "parte sinistra": l'Orda di Taibugin Yurt, Ulus Shiban, Ulus Tok-timur e Ulus Ezhen.

### Simboli
La bandiera dell'Orda d'Oro, almeno come mostrata nella mappa di Angelino Dulcert del 1339, raffigurava un tamga semplificato sulla sinistra, forse con qualche analogia a quello sulla bandiera odierna della Repubblica dell'Idel'-Ural, e una mezza luna rossa sulla destra su uno sfondo bianco: altre fonti suggeriscono che il vessillo fosse giallo e per questo si definì tale Khanato Orda d'Oro.

## Società

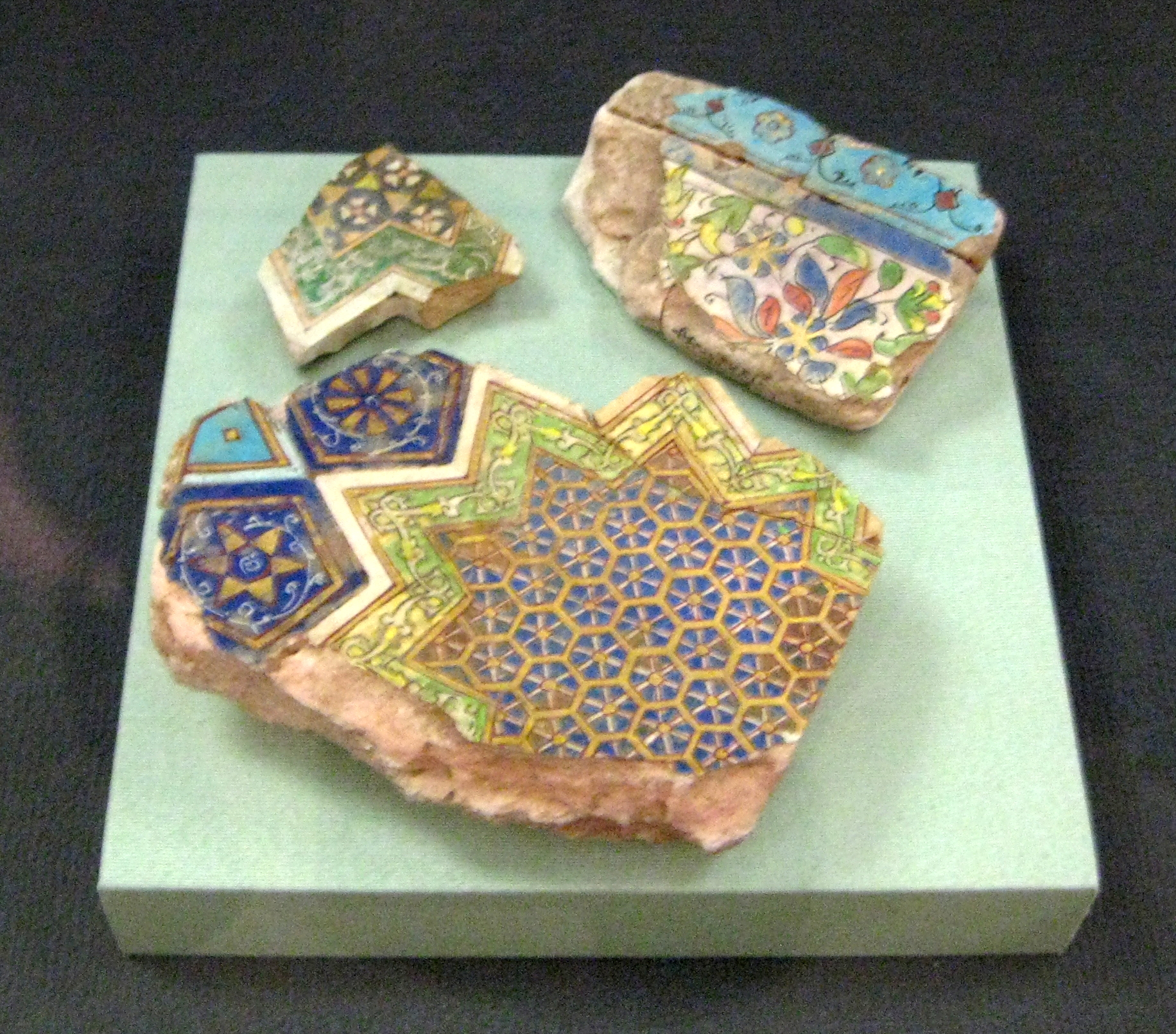
Frammenti di piastrelle di un palazzo a Saraj

Gengis Khan assegnò a Joci quattro minggan (circa 4 000 uomini): la tribù dei Sanchi'ud (o Salji'ud), i Keniges, gli Uushin e i Je'ured. All'inizio del XIV secolo, i noyan dei Sanchi'ud, Ongirrat, Ongut (Arghun), Keniges, Jajirad, Besud, Oirat e Je'ured occupavano posizioni importanti a corte o altrove.
La popolazione dell'Orda d'Oro si componeva in gran parte di turchi e mongoli che adottarono l'islam in seguito, così come, in numero minore, ugrofinnici, sarmato-sciiti, slavi e persone del Caucaso, tra gli altri (musulmani o meno). La maggior parte della popolazione dell'Orda era turca: si pensi ai kipčaki, ai cumani, ai bulgari del Volga e ai corasmi. L'Orda fu gradualmente turchizzata e perse la sua identità mongola, mentre i discendenti dei guerrieri di Batu giunti direttamente dall'Asia costituirono la classe elitaria. Si trattava di uomini comunemente chiamati tartari dai russi (che conservarono la denominazione di tale gruppo fino al XX secolo) e dagli europei. La maggior parte della popolazione, sia stabile che nomade, adottò la lingua Kipchak, che si evolse poi in vari dialetti dopo la dissoluzione dell'Orda.
I discendenti di Batu governarono l'Orda d'Oro da Sarai Batu e successivamente Sarai Berke, controllando un'area che andava dal fiume Volga e dai Carpazi fino alla foce del Danubio. I discendenti di tale Khanato amministravano la regione dal fiume Ural al lago Balqaš. I censimenti effettuati dai mongoli riscontrarono la presenza di piccole comunità cinesi a Novgorod, Tver' e Mosca.

## Religione

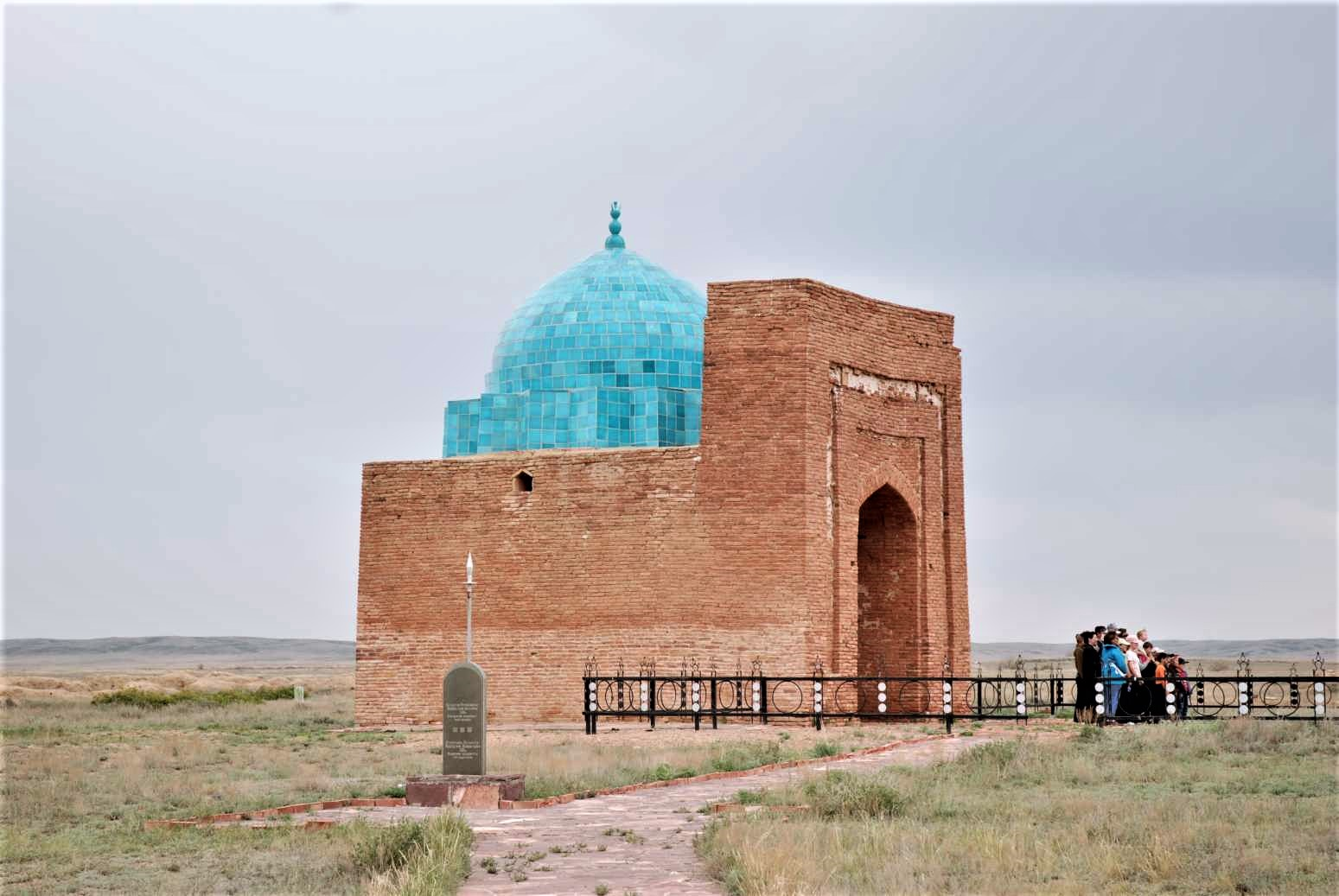
Mausoleo di Joci, regione di Qaraǵandy

Nonostante gli sforzi russi di influenzare culturalmente Saraj, i mongoli si aggrapparono alle loro tradizionali credenze animiste o sciamaniche fino a quando Uzbeg Khan (1312–1341) adottò il credo musulmano come religione di stato. Quando Guglielmo di Rubruck si era presentato al gran khan Munke con l'intento di convertirlo al cattolicesimo, si era sentito rispondere:
Diversi governanti della Rus' di Kiev, tra cui Michele di Černihiv e Michele di Tver', sarebbero stati assassinati a Saraj, ma i khan risultarono generalmente tolleranti a livello religioso, tanto che esentarono la Chiesa ortodossa russa dal pagamento di imposte. I monasteri erano dunque delle "isole" tranquille, e le terre da essi controllate erano soggette solo alla giurisdizione dell'igumeno o dell'archimandrita.
I tataro-mongoli emisero anche delle norme ben precise perché nessuno infastidisse il clero (compresi diaconi e monaci), che aveva il compito di intercedere per il khan. Qualora un tataro, o anche un russo, avesse arrecato offesa a un prete (krylos), era soggetto alla pena capitale: in queste "offese" era compreso anche il furto in una chiesa o in un monastero. D'altra parte, questa era una prassi originale dei Mongoli fin da quando risiedevano in Asia centrale: se anche un nobile (noyon) avesse infastidito uno sciamano, la pena prevista era la morte.

## Economia
Saraj intrattenne un vivace commercio con gli empori commerciali genovesi situati sulla costa del mar Nero, in particolare Soldaia, Caffa e Azak. I mamelucchi d'Egitto furono il partner commerciale di lunga data dei khan e il principale alleato nel Mediterraneo. Berke, khan dei kipčaki, aveva stretto un'alleanza con il sultano mamelucco Baybars contro l'Ilkhanato nel 1261.

### Commercio
Secondo Baumer, la rotta commerciale naturale seguiva il corso del Volga fino a Saraj, dove si incrociava con la rotta est-ovest a nord del Caspio, e poi lungo il lato occidentale del Caspio fino a Tabriz, nell'Azerbaigian persiano, da dove poi raggiungeva la via della seta. Intorno al 1262 l'Orda d'Oro entrò spesso in conflitto con l'Ilkhanato per il possesso delle aree nei dintorni del mar Caspio, ma il più delle volte ne uscì battuta. L'interruzione del commercio e il conflitto con la Persia portarono l'Orda a costruire città commerciali lungo la rotta settentrionale. Il commercio tra l'Orda e l'Egitto si intensificò al contempo grazie dai genovesi che popolavano la Crimea: una fetta importante del commercio riguardava la tratta degli schiavi dell'esercito mamelucco. Il commercio fu indebolito da una diatriba avvenuta con i genovesi nel 1307 e da una pace mamelucco-persiana nel 1323. Intorno al 1336 l'Ilkhanato iniziò a frammentarsi, evento che favorì i rapporti economici intessuti più a nord: il percorso a nord del Caspio viene ben descritto, intorno al 1340, da Francesco Balducci Pegolotti. Nel 1347, un assedio dell'Orda del porto genovese di Caffa in Crimea portò alla diffusione della peste nera in Europa. Nel 1395-1396, Tamerlano devastò le città commerciali dell'Orda e, poiché l'agricoltura non era un settore molto fiorente, molte dei presidi prima importanti scomparvero lasciando il posto a insediamenti localizzati più a meridione in Asia e in Europa.

### Monetazione

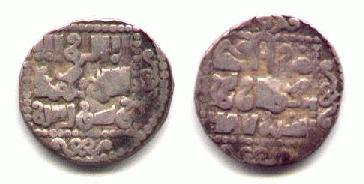
Il dirham d'argento di Tulabuga
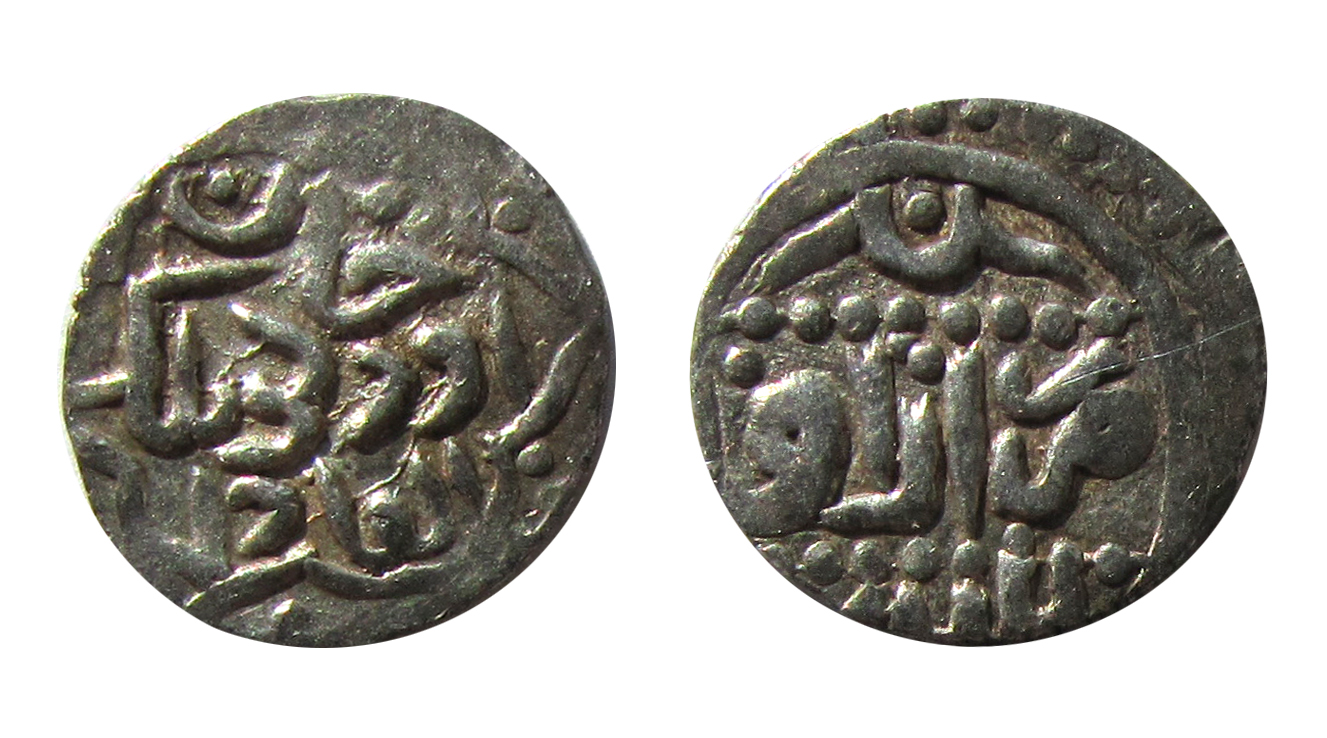
Moneta di Berdi Bek del 1359 d.C.

## Cultura

### Lingue
Oltre al mongolo, che aveva il ruolo di idioma ufficiale, le lingue più parlate erano generalmente turche, affiliate al kipčak o estranee del tutto perché tradizionali delle comunità locali (es. russo e ruteno). L'influenza della presenza degli asiatici si è fatta sentire nei secoli successivi anche in ambito linguistico: molte parole sono infatti passate dalle lingue turche e mongole alla lingua russa (per esempio továr, "merce, mercanzia", denga, "denaro", kat, "carnefice", karaul, "sentinella", bašmak, "calzatura", tamozhina, "dogana", ecc.).

### Classi sociali
I tataro-mongoli rimasero in Russia circa duecento anni, influendo sulla vita, sui costumi, sulla cultura e sulla lingua della popolazione. Stabilitisi soprattutto nel sud, dove l'ambiente offriva le condizioni migliori per continuare la loro forma di vita, basata su caccia, allevamento e commercio, le ricerche archeologiche hanno dimostrato che i contadini russi del nord, in quei secoli, si mescolarono soprattutto con popoli baltici (lituani, lettoni) e finnici (estoni): poche furono le donne che sposarono dei tatari, e comunque i loro figli furono cresciuti come russi.
Quando il dominio tataro-mongolo cominciò a decadere, molti tatari si convertirono al cristianesimo, russificando anche i loro cognomi.
La donna, nella società russa del tempo, cadde in una condizione di semi-schiavitù. I matrimoni, per esempio, erano conclusi per volontà dei genitori. Si tenga presente che il mondo slavo, alle origini, era stato quasi matriarcale (in molte cronache monastiche si dice che le donne erano libere di scegliersi il marito). Il ruolo delle donne, dunque, si capovolge; se in passato c'erano state persino delle donne che dettavano l'agenda politica di vescovi e principi (come Eufrosina di Polack), ora il potere era tutto in mano degli uomini.
Nell'amministrazione della giustizia i tataro-mongoli resero comuni alcune torture e forme di esecuzione capitale che prima erano irrogate soltanto agli schiavi. Pene più comuni erano il taglio delle mani, dei piedi, delle orecchie, della lingua, l'accecamento o lo squartamento.

### Monumenti funebri
Su questo territorio sono presenti svariati monumenti funebri, consistenti in epigrafi risalenti al 13º-14º secolo.

## Genetica
Uno studio genetico pubblicato su Nature nel maggio 2018 ha esaminato i resti di due maschi dell'Orda d'Oro sepolti nel Distretto di Ūlytau in Kazakistan del 1300 d.C. circa. Uno dei due, un guerriero buddista di origine mongoloide, preservava l'aplogruppo paterno C3 e l'aplogruppo materno D4m2. L'altro maschio, caucasico e forse uno schiavo o comunque un servitore, presentava l'aplogruppo paterno R1 e l'aplogruppo materno I1b.

## Galleria d'immagini

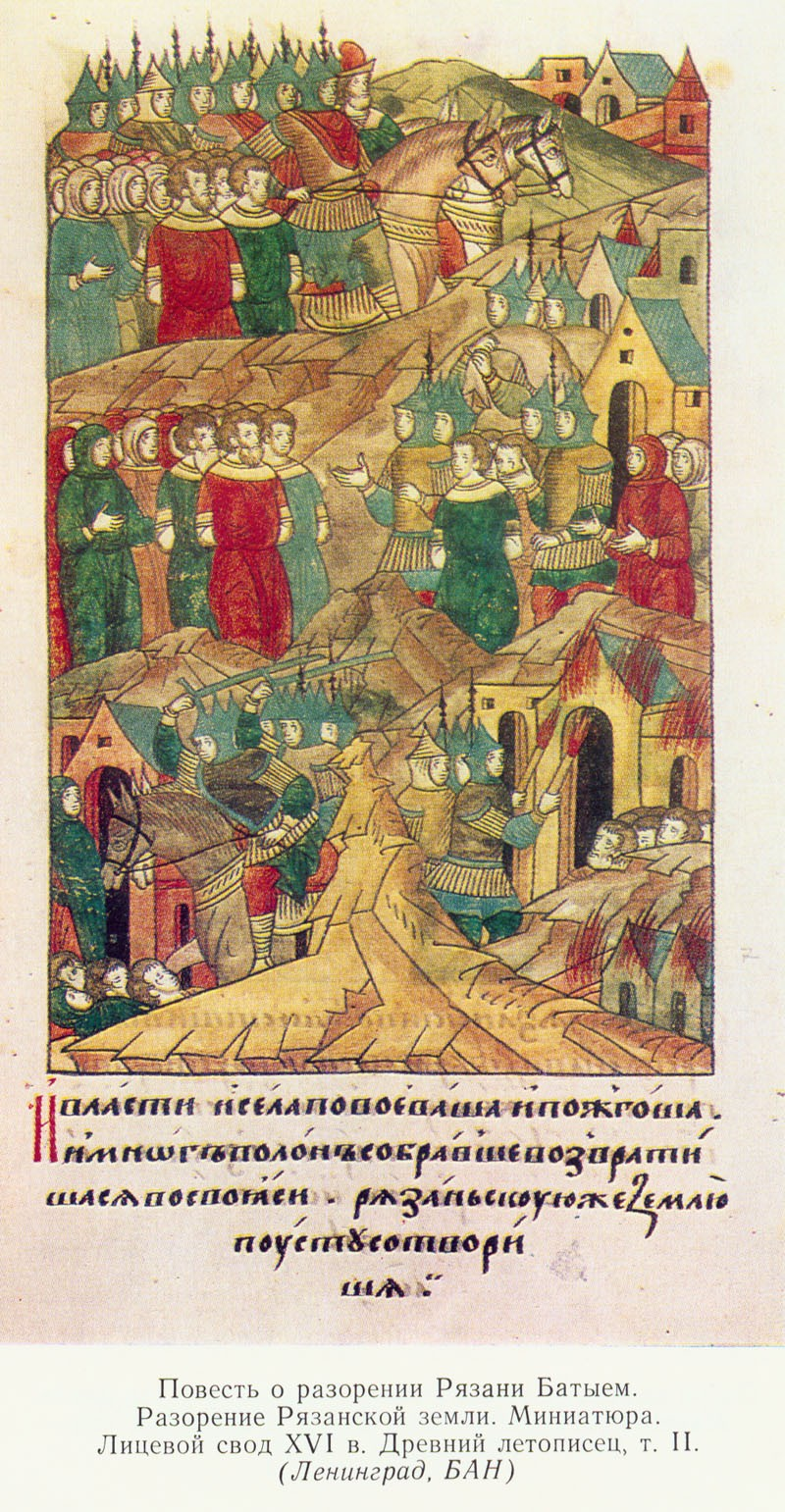
Incursione dell'Orda d'Oro a Rjazan'
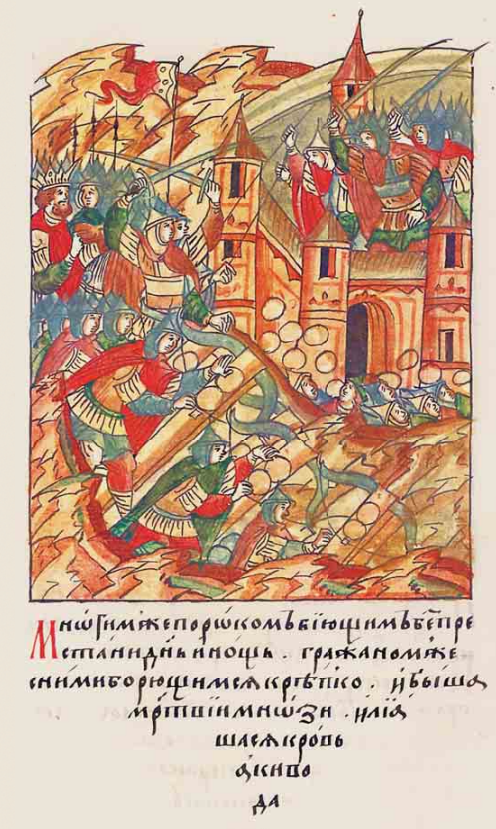
Incursione dell'Orda d'Oro a Kiev
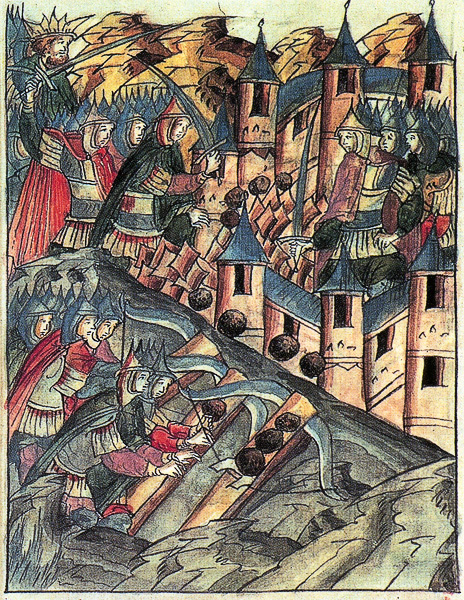
Incursione dell'Orda d'Oro a Kozel'sk
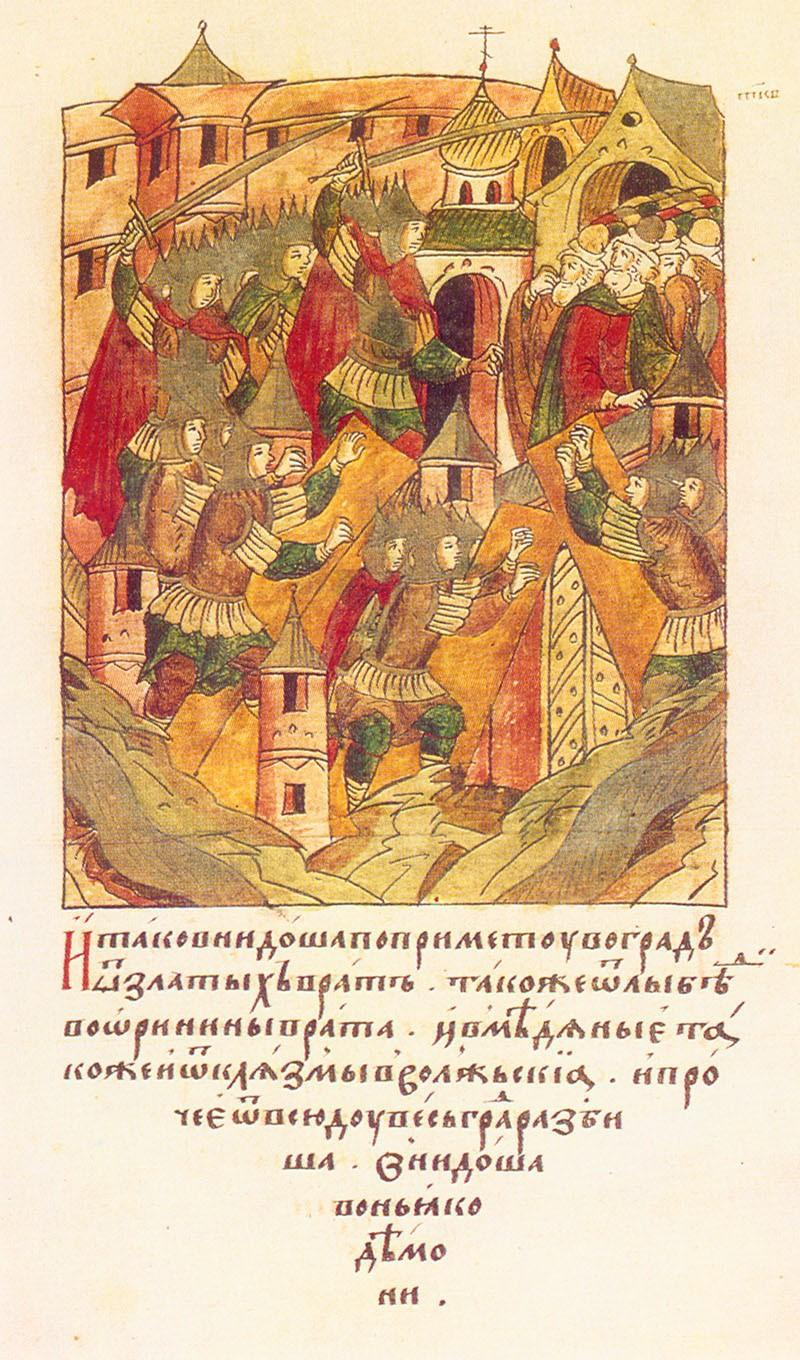
Incursione dell'Orda d'Oro a Vladimir
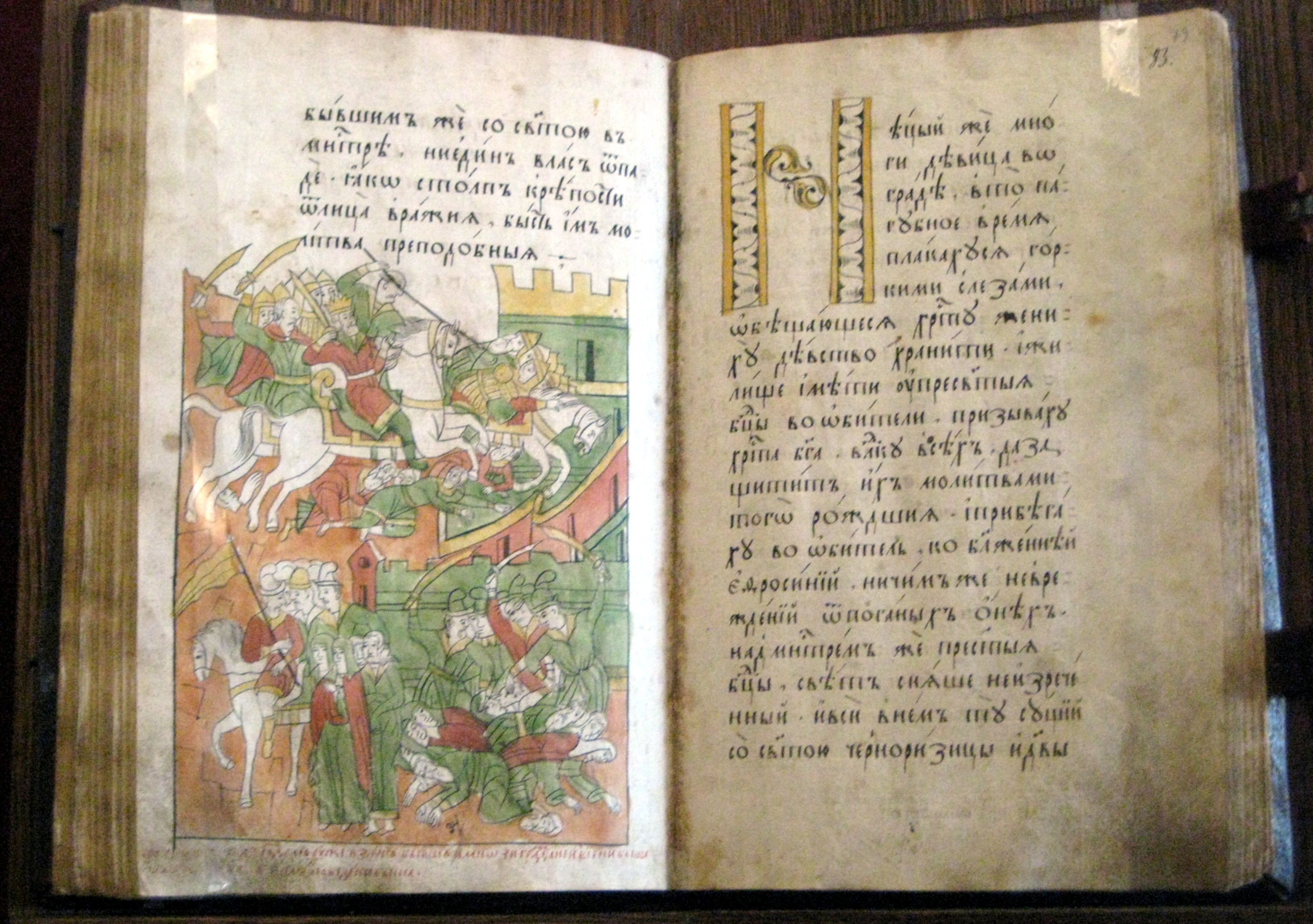
Incursione dell'Orda d'Oro a Suzdal'
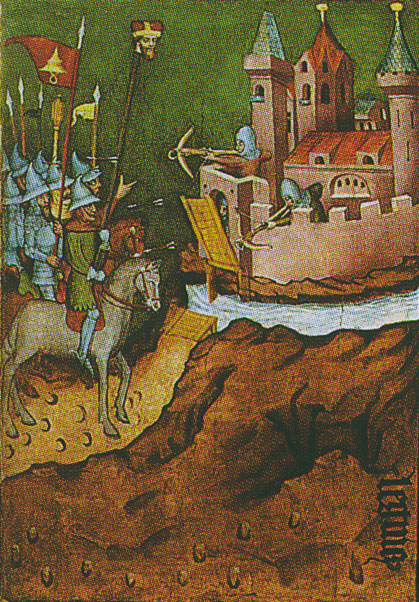
Guerrieri tartari assediano una città
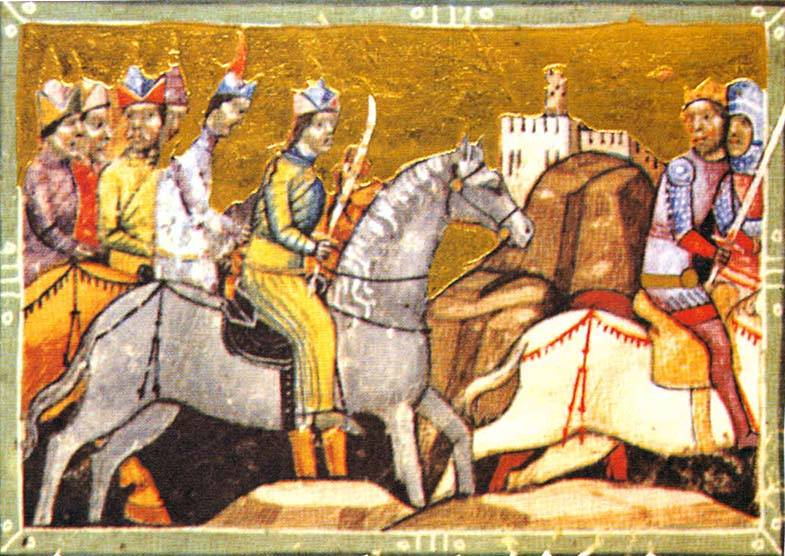
I mongoli inseguono il re ungherese nella battaglia di Mohi (illustrazione tratta dalla Chronicon Pictum)
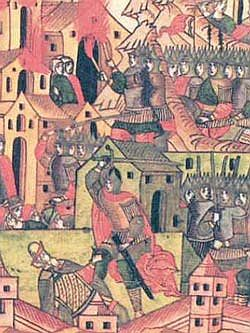
L'esercito mongolo espugna una città della Rus'
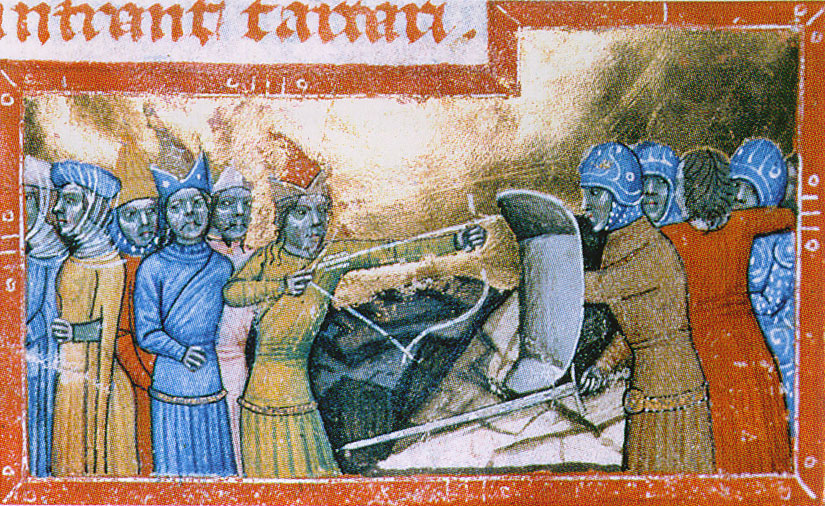
Invasione mongola dell'Ungheria nel 1285
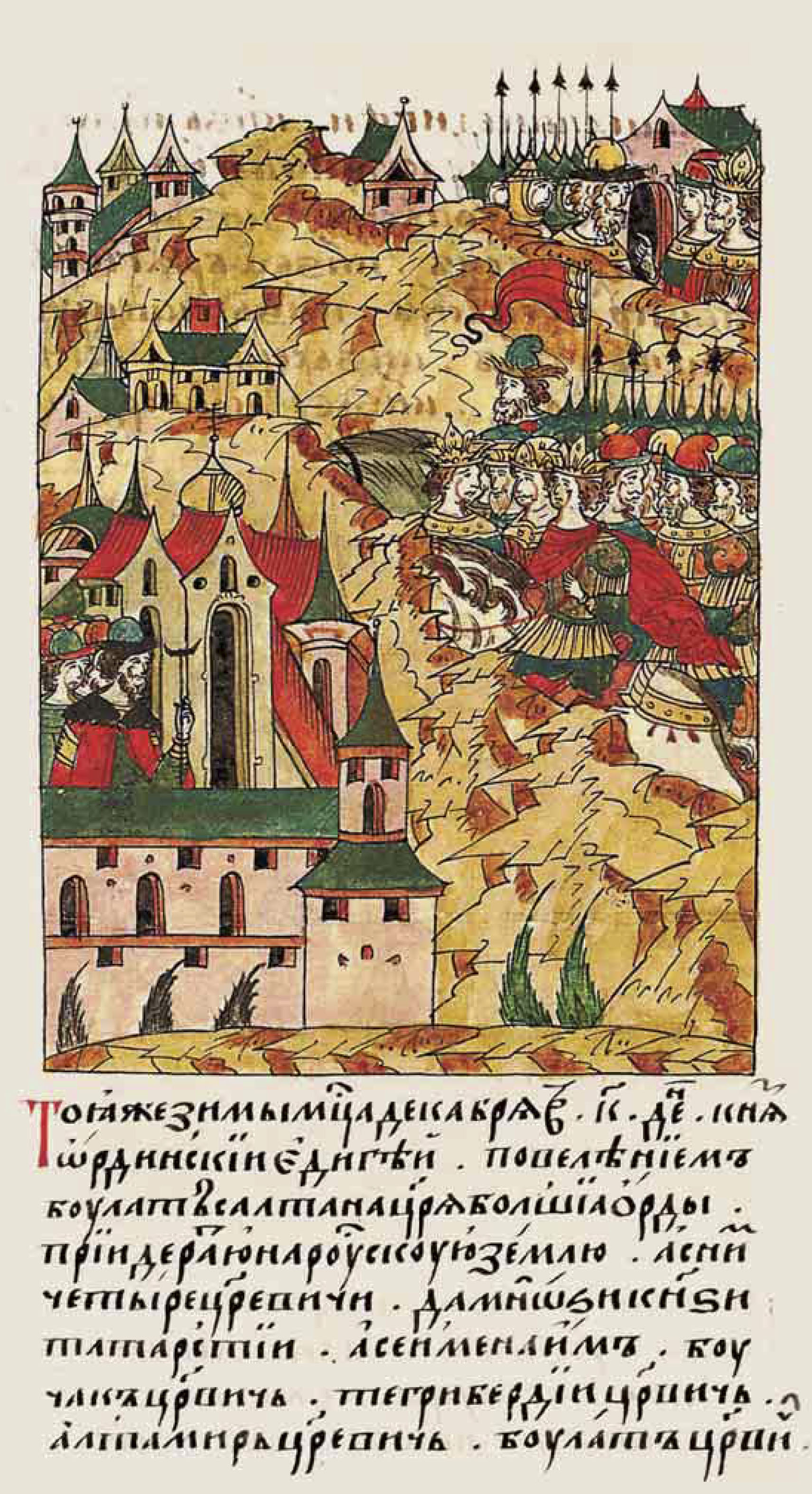
Edigu invade la Rus'
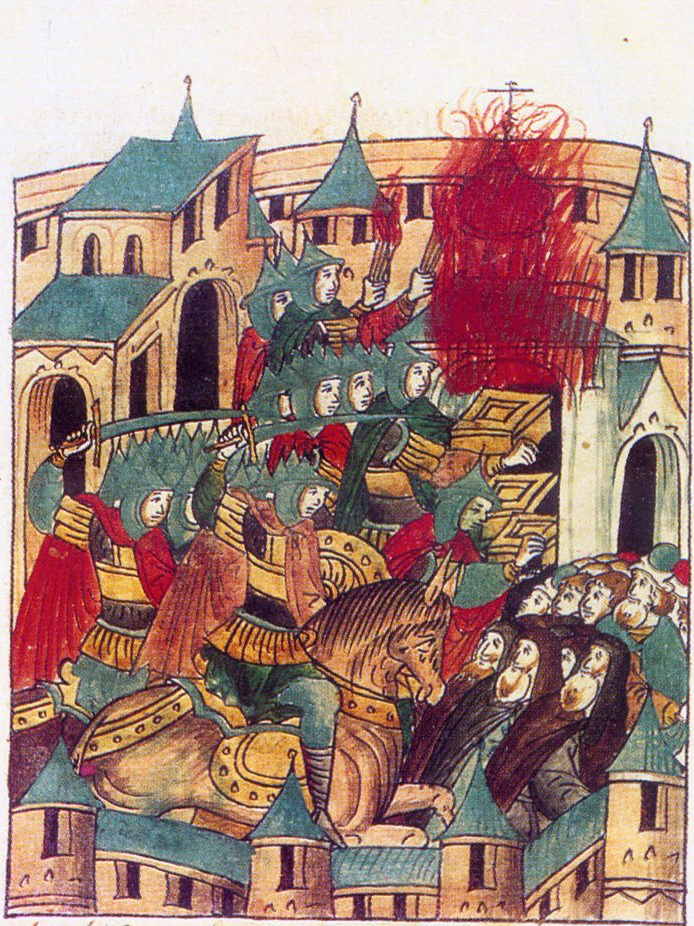
Il saccheggio di Suzdal' effettuato da Batu Khan nel 1238, miniatura di una cronaca del XVI secolo
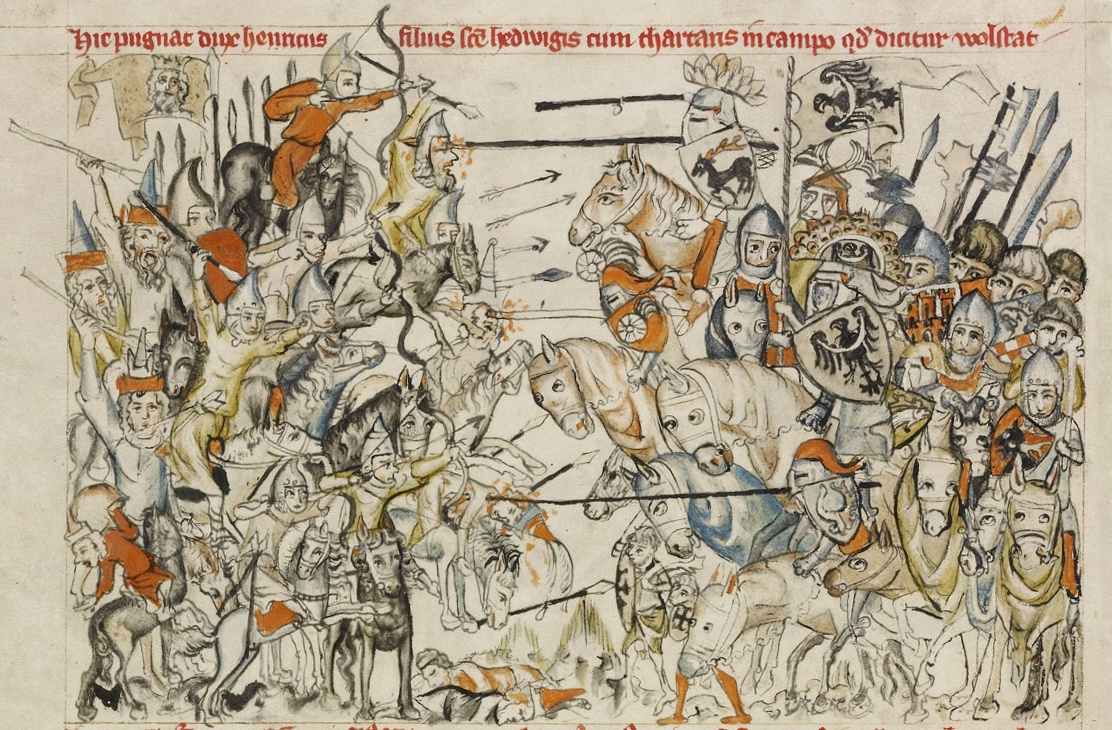
La battaglia di Legnica del 1241. Illustrazione tratta da un manoscritto medievale della leggenda di Edvige
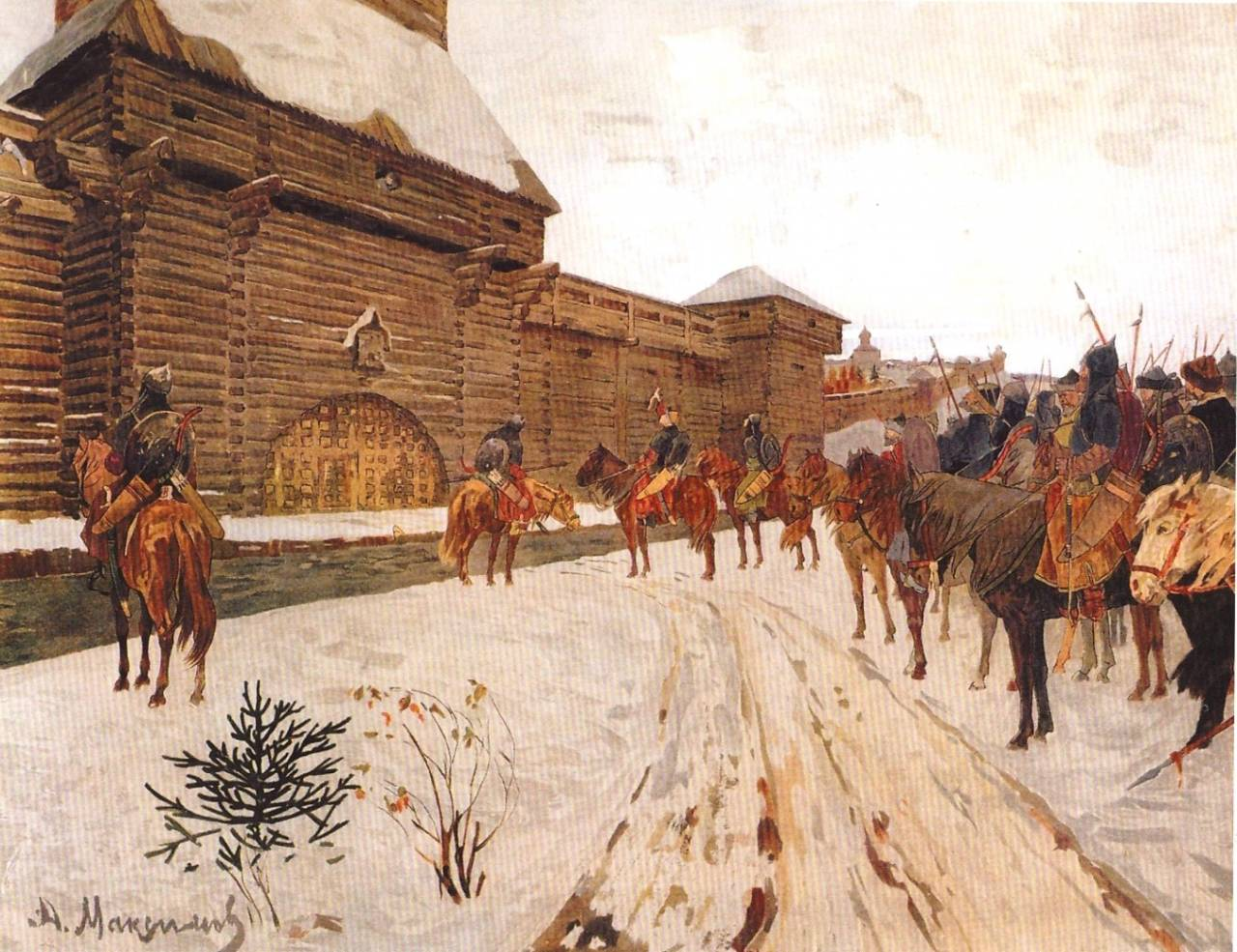
Illustrazione dei mongoli dell'Orda d'Oro fuori Vladimir che presumibilmente chiedevano alla città di sottomettersi per evitare di essere saccheggiati
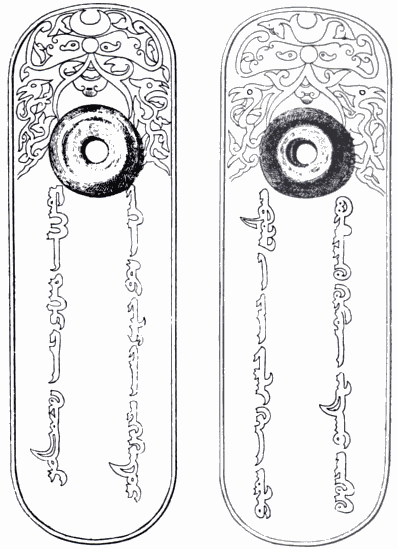
Paiza (sigillo) di Abdullah Khan (al potere dal 1361 al 1370) con scrittura mongola
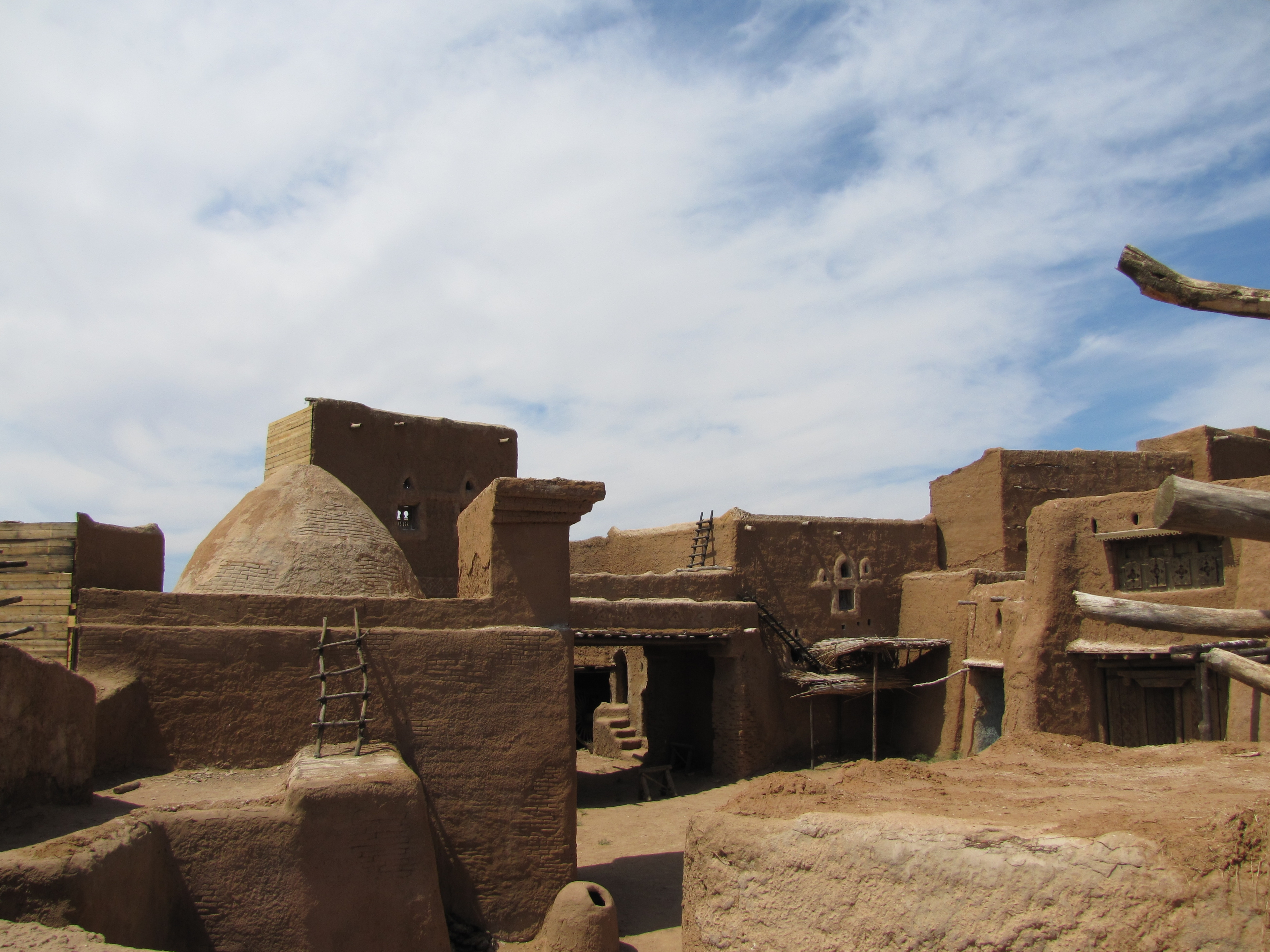
Resti di Saraj
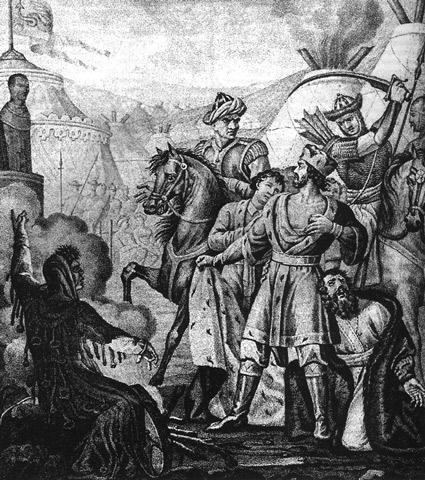
Un principe della Rus' punito dall'Orda d'Oro